# Nouvelle-Hollande (Brésil)
Ne doit pas être confondu avec Nouvelle-Hollande (Australie) ou Nouvelle-Hollande (Acadie).
 (mars 2023).
La mise en forme du texte ne suit pas les recommandations de Wikipédia : il faut le « wikifier ».
Les points d'amélioration suivants sont les cas les plus fréquents. Le détail des points à revoir est peut-être précisé sur la page de discussion.
- Les titres sont pré-formatés par le logiciel. Ils ne sont ni en capitales, ni en gras.
- Le texte ne doit pas être écrit en capitales (les noms de famille non plus), ni en gras, ni en italique, ni en « petit »…
- Le gras n'est utilisé que pour surligner le titre de l'article dans l'introduction, une seule fois.
- L'italique est rarement utilisé : mots en langue étrangère, titres d'œuvres, noms de bateaux, etc.
- Les citations ne sont pas en italique mais en corps de texte normal. Elles sont entourées par des guillemets français : « et ».
- Les listes à puces sont à éviter, des paragraphes rédigés étant largement préférés. Les tableaux sont à réserver à la présentation de données structurées (résultats, etc.).
- Les appels de note de bas de page (petits chiffres en exposant, introduits par l'outil «  Source ») sont à placer entre la fin de phrase et le point final[comme ça].
- Les liens internes (vers d'autres articles de Wikipédia) sont à choisir avec parcimonie. Créez des liens vers des articles approfondissant le sujet. Les termes génériques sans rapport avec le sujet sont à éviter, ainsi que les répétitions de liens vers un même terme.
- Les liens externes sont à placer uniquement dans une section « Liens externes », à la fin de l'article. Ces liens sont à choisir avec parcimonie suivant les règles définies. Si un lien sert de source à l'article, son insertion dans le texte est à faire par les notes de bas de page.
- La présentation des références doit suivre les conventions bibliographiques. Il est recommandé d'utiliser les modèles {{Ouvrage}}, {{Chapitre}}, {{Article}}, {{Lien web}} et/ou {{Bibliographie}}. Le mode d'édition visuel peut mettre en forme automatiquement les références.
- Insérer une infobox (cadre d'informations à droite) n'est pas obligatoire pour parachever la mise en page.

Pour une aide détaillée, merci de consulter Aide:Wikification.
Si vous pensez que ces points ont été résolus, vous pouvez retirer ce bandeau et améliorer la mise en forme d'un autre article.
1630–1654
Entités précédentes :
- Brésil portugais

Entités suivantes :
- Brésil portugais

La Nouvelle-Hollande (en néerlandais : Nieuw-Holland), aussi appelée Brésil hollandais (en néerlandais : Nederlands-Brazilië), était une portion du Nordeste brésilien au XVIIe siècle. Les Néerlandais fondent en 1621 la Compagnie néerlandaise des Indes occidentales (WIC) chargée de saccager les zones d'enrichissement de l'Union ibérique. En 1630, « point culminant de la puissance hollandaise en Atlantique » naît une colonie « fragilement accrochée à la côte », entre Sergipe et le Maragnan, qui va couvrir « un moment toute la moitié Nord du pays ».
Le compromis entre thèses « politiques et économiques » affaiblit les Hollandais, tout comme la « résistance systématiquement sous-estimée » de la population portugaise, dont un tiers fuit vers le Sud en vue de la contre-attaque hispano-portugaise, qui échoue en 1640, malgré 86 navires et 10 000 hommes, puis oblige dès 1645 l'occupant à se barricader sur l'île de Recife et à la quitter définitivement en 1654.

## Motivations diplomatiques, économiques et religieuses

### Des motivations économiques diverses et parfois fragiles

#### Araya et le Potosi autant que le Brésil
La préférence des Hollandais pour le pillage et la course en mer, qui dispensent des « charges inhérentes à toute installation stable » était très ancienne, s'inspirant des Anglais de l’époque élisabéthaine. Dès 1604, les Hollandais avaient pillé le port de Bahia et en 1595, ils avaient pillé les comptoirs portugais sur la côte de l’Afrique noire, « liée économiquement aux plantations d’Amérique ».
Mais l'Europe, selon l'historien Fernand Braudel générait 80 % de la richesse hollandaise, simple superstructure marchande coiffant les systèmes productifs déjà développés d’Amérique et d’Asie, « dejà contrôlées par des classes de marchands ». En Amérique, les motivations hollandaises dépassaient largement le cas du Brésil. Depuis le début du XVIIe siècle, leurs navires acheminaient dans toute l'Amérique du Sud des marchandises concurrençant les celles de la route officielle des galion espagnols et sur deux cents à trois cents navires quittant annuellement les côtes portugaises pour le Brésil, la majorité venait du Nord de l'Europe. Ces derniers étaient ainsi plus nombreux dans l'Atlantique portugais que dans l'Atlantique espagnol, et visaient aussi le flux d'argent métal du Potosi péruvien dont la route par l'isthme de Panama était concurrencée par une autre traversant la Pampa argentine puis la Cordillère des Andes mais aussi le sel de la Lagune d'Araya ou d'une autre au Brésil, indispensable pour conserver les aliments consommés par les marins.

#### La volonté de briser le trafic d'esclaves ibérique
S'y ajoute l'accélération brutale de l'économie Brésilienne, qui permet aux Ibériques de bénéficier d'une nouvelle monnaie, le sucre, moteur de l'économie brésilienne. C'est « au cours de la deuxième décennie du XVIIe siècle » qu'a débuté l'essor brésilien, dans la capitainerie portugaise du Pernambouc, avec des esclaves africains qui « arrivaient pour la plupart sous le contrat d’Angola ».
Production de sucre au Brésil, en arrobes
| Année                       | 1570 | 1580 | 1591                  | 1600 | 1610 |
| Milliers d'arrobes produits | 180  | 350  | 378 (Pernambouc seul) | 1200 | 4000 |

Mais la politique des Hollandais dans ce domaine sera fluctuante et peu efficace, d'autant qu'ils n'ont aucune expérience dans ce domaine et se heurtent à la résistance des négriers portugais, durable et rusée.
Un contrat officiel donnait au Pernambouc portugais le « droit exclusif d’importer des esclaves en provenance d’Angola » et en échange il « se fournissait exclusivement en Angola ». En 1612, un document déplore qu'il en résulte l'obligation pour le Pernambouc de « payer des prix élevés » pour cette main d'œuvre.
Les Hollandais s’emparent des registres de douane brésiliens lors du sac d'un port portugais au Brésil; en 1624 à Bahia. Selon ces documents, « 15 430 esclaves, tous originaires d’Angola, avaient été importés au Pernambouc entre 1620 et 1623 », soit une moyenne de près de 4000 par an.
De leur côté et pour la période suivante, les registres des échanges de la Compagnie Hollandaise des Indes Occidentales avec l’Afrique, « dont elle avait en ce temps le monopole, entre 1621 et 1636 montrent que, sur les 102 expéditions affrétées durant cette période, aucune n’a importé d’esclaves ».
Par ailleurs, « des marins hollandais patrouillaient le long des côtes » brésiliennes, et « pillaient les cargaisons d’esclaves dès leur entrée au port » car les Portugais « continuaient d’importer des esclaves » dans les parties du Pernambouc encore sous leur domination et au sud, à Bahia.
Selon l'estimation de Johannes de Laet, chroniqueur hollandais de la Compagnie des Indes Occidentales, « toutes les captures opérées par ces navires jusqu’en 1636 » dans l'Atlantique, en abordant des navires portugais, provenaient d’Angola. Ensuite, entre 1637 et 1646, « une petite majorité des 8 000 esclaves africains » arrivés au Brésil venait d’Afrique de l’Ouest, principalement de la future république du Bénin « et du delta du Niger ». Le flux annuel, environ 800 esclaves acheminé au Brésil par an, avait alors été divisé par cinq par rapport à la période de domination portugaise sans partage, de 1620-1624, les Hollandais créant une insécurité des traficants portugais.

#### Des actionnaires hollandais divisés et appauvris
L'argent finalement massivement perdu par les Hollandais au Brésil, alors la colonie la plus riche du Monde avant leur arrivée, est liée à des problèmes politiques. Les deux principaux groupes d'actionnaires de la WIC s'opposent, ceux de Zélande réclament un strict monopole tandis que ceux d'Amsterdam sont favorables à la liberté du commerce. La WIC restera toujours déficitaire alors que la VOC, en charge  elle  des Indes orientales, affiche de plantureux bénéfices. La première voit la valeur de son action stagner entre 1623 et 1636 puis décliner pour tomber à seulement 10 % de son montant initial en 1655, alors que la seconde quadruple au contraire sa valeur.

### L'appel du Congo aux Hollandais après les raids portugais
À partir de la fin du XVIe siècle, la plus grande mine du Monde, le Potosi péruvien, assure à l’Espagne la moitié de son argent-métal importé d'Amérique et elle y emploie 6 000 esclaves noirs dès 1610, qui arrivent tous d’Angola, où le déportations d'esclaves africains ont pris leur essor depuis 1580, date de l’Union ibérique entre Portugal et l'Espagne. Le transit des esclaves et du métal par l’isthme de Panama étant exposé aux pillards, une seconde voie d’accès au Pérou passe par le sud, avec des escales successives à Récife, Buenos-Aires et Mendoza, où une partie sont revendus sur place, principalement Récife.
Au milieu des années 1610, cette mine du Potosi a atteint son niveau historique de production et cet argent-métal en Europe, en se diffusant en Europe, facilite l’achat de produits coloniaux, en particulier le sucre du Brésil. Au même moment, l'« l'année 1617 fut très importante dans la conquête de l’Angola », avec la fondation de Benguela, deuxième plus grand port de la traite négrière et l’arrivée pour quatre ans du gouverneur Luis Mendes de Vasconcellos. Dans un mémoire au Roi de 1616, ce vétéran des guerres portugaises en Asie, qui a épousé la fille d'un des plus importants négriers portugais, explique que ces déportations ne pourront être « maintenues » à l'échelle requise que par l'envoi d'une armée portugaise plus importante en Angola. Et la guerre qu'il mènera dans l'intérieur des terres va provoquer l'envoi de plus en plus de troupes portugaises. « Son action militaire est alors directement guidée par l'objectif d'obtenir le plus possible d'esclaves par tous les moyens possibles ». Depuis que le roi Sébastien Ier de Portugal avait envoyé six cents soldats commandés par Francisco de Gouveia, battre en 1575 ce que l'historien Joseph C. Miller appelle une pseudo invasion des « Jagas », invention servant aux Portugais à interférer dans les successions au Kongo,, les Portugais avaient bâti cinq forts dans l’intérieur des terres. Le mot Jaga, qu’ils ont appliqué aux mercenaires de plusieurs ethnies, décrit en fait une façon de vivre, a rappelé l'historien John K. Thornton.
Le roi Alvare III du Kongo proteste en 1617 contre l’aggravation de la traite négrière, dans une lettre au Pape, qui ouvre une enquête tandis que l’ordre des Capucins accepte en 1618 de lui envoyer des missionnaires, qui n’arriveront qu’en 1645.
À la même époque, le négrier António Fernandes de Elvas, de la même confrérie religieuse que le gouverneur portugais, acquiert l'asiento, exclusivité d'approvisionnement de l'Empire espagnol : il doit y livrer 5 000 esclaves par an entre le 27 septembre 1615 et le 1er avril 1623. Son asiento a causé le plus grand mouvement d'esclaves africains vers les Amériques depuis le début de la traite négrière, la plupart en provenance d'Angola, vers le Venezuela, les Antilles et la mine d'argent du Potosí, via un voyage terrestre éprouvant qui cause encore plus de morts que la traversée de l'Atlantique.
L'évêque du Congo dénonce lui aussi ces pratiques et la capture de près de quatre mille Africains chrétiens en 1619, l'année où un raid massif a lieu par parmi les chrétiens de la ville d'Angoleme et où une partie de supplétifs africains finissent par se désolidariser des Portugais pour rallier au roi africain Ngola Mbande, tandis que le pays est dévasté.
La future reine Njinga du Ndongo et du Matamba travaille alors à l'alliance avec Kongolais, pour créer un large front anti-portugais allant des Kongolais aux Hollandais, notamment après 1621, quand le gouverneur portugais Vasconcellos est remplacé par  João Correia de Sousa (pt) (1621-1623). Ce dernier attaque dès sa prise de fonctions le Kongo, pour annexer le Kasanze, région frontière au nord de Luanda. Le roi du Kongo Alvare III meurt le 4 mai 1622 et son fils Ambroise, jugé trop jeune, est écarté de la succession. Correia de Sousa, qui espérait le manipuler, est déçu car les électeurs désignent plutôt Pierre II du Kongo.
Le gouverneur ordonne alors au capitaine Major Pedro de Sousa Coelho, à la tête de 30 000 Portugais, de supplétifs Mbundu et d'un contingent d'Imbangala, d'envahir la province Kongo de Mbamba. La bataille de Mbumbi est ainsi gagnée le 18 décembre 1622 contre royaume du Kongo mais amène ce dernier à expulser les troupes portugaises à l'issue de leur premier conflit armé qui dure de 1622 à 1623, en gagnant notamment la bataille de Mbanda Kasi, en janvier 1623.
Des émeutes anti-portugaises éclatent dans tout le Kongo, causant des massacres. Le nouveau roi Pierre II du Kongo tente de les éviter, mais finalement déclare la guerre à l'Angola portugais en prenant l'offensive contre des territoires sous sa domination. Autre conséquence, il écrit en 1622 à la république des Provinces-Unies, proposant une alliance militaire aux Hollandais afin de combattre les Portugais.
La conséquence est l'éviction du gouverneur portugais de Luanda et la libération des sujets kongolais emmenés comme esclaves dans les campagnes précédentes, tandis que Pierre II recherche une alliance durable avec les Hollandais dans le but d'expulser totalement les Portugais de la région.

### Motivations religieuses et report de la création de la WIC
Les États généraux des Pays-Bas s'étaient formés par l'Acte de La Haye du 26 juillet 1581, se séparant de l'Empire espagnol, qui a tenté de s'y opposer par la guerre de Quatre-Vingts Ans. Les États généraux décident finalement de fonder en 1621 la Compagnie néerlandaise des Indes occidentales (WIC), en réaction au brusque enrichissement des Espagnols et Portugais en Amérique à la fin de la décennie précédente. Ce projet avait déjà émergé à la fin du siècle précédent, lors de rapprochements franco-néerlandais. Dès juin 1601, l'expédition de la Compagnie des marchands de Saint-Malo, Laval et Vitré de François Martin (navigateur) et François Pyrard constate que les îles du Cap-Vert, proches du littoral africain et jamais plus larges de 10 km, servent de carrefour hispano-portugais à un intense commerce des esclaves, puis tisse des liens avec les navigateurs hollandais. Le récit du premier est publié en 1604 mais celui du second, plus détaillé, seulement en 1611 puis 1615 à l'instigation de Pierre Jeannin, du Parlement de Bourgogne, ambassadeur de France aux Provinces-Unies et ami d'Henri IV. Jeannin avait proposé dès 1605 et 1606, d'impliquer les corsaires hollandais dans une grande compagnie française en Asie. Ceux-ci, représentés à Paris et Rouen par François d’Aerssens déclinent, préférant une association dans l'Atlantique, en constatant que la Compagnie néerlandaise des Indes orientales (VOC), gagne beaucoup plus d'argent par la piraterie que par le commerce, la concurrence avec les Portugais ayant fait monter le prix d'achat des épices de 150 % en Indonésie.
Pierre Jeannin obtient le traité d’alliance défensive franco-hollandais du 23 janvier 1608 puis en février les négociations pour une Trêve de Douze Ans entre Hollande et Espagne,, dont Henry IV l'avait également chargé depuis mai 1607. Au même moment, début 1608, il répond à l'autre souhait d'Henri IV une compagnie franco-hollandaise des Indes, via l'offre discrète de quatre navires d'Isaac Le Maire, cofondateur en VOC avec 60 000 florins mais exclu depuis 1605.
Mais le conseiller Sully est depuis des années réticent, et l'exprime par une phrase devenue célèbre :« Labourage et pâturage sont les deux mamelles dont la France est alimentée, les vraies mines et trésors du Pérou ». Dans un courrier à Jeannin du 26 février 1608, il rappelle qu'il faut affaiblir l'Espagne par la piraterie, mais sans se disperser dans des colonies. Le Maire passe à un autre projet et Henri IV est assassiné le 14 mai 1610, peu après la Trêve de Douze Ans signée le 9 avril 1609 avec le concours de Jean Hotman. La Zélande refusait l'exigence espagnole de renoncer aux Indes, au contraire des provinces de l'Est des Pays-Bas, dévastées par les exactions espagnoles, mais le compromis, final, peu précis permettra à la VOC de poursuivre sa percée en Asie, en s'installant aux îles Amboine et Banda, à Hirado au Japon puis à Banten.
Pendant la négociation, la pression sur les espagnols est venue aussi des trois pamphlets publié au printemps 1608 par l'ex-anversois Willem Usselincx, militant pour une compagnie hollandaise dans l'Atlantique. Dénonciateur de l'esclavage, il ne va pas cesser de plaider pour combattre les Espagnols en Amérique et l'emporte cette fois douze ans après, en devenant en 1621 le fondateur de la WIC. Dans un premier texte de 1567, Willem Usselincx dénonçait le court termisme des Pays-Bas du Nord, incapables d’entretenir leurs digues, alors que les Pays-Bas du Sud, plus tournés vers l’Empire espagnol, commerçaient avec la terre entière. Dans un autre texte de 1600, complété par deux autres de 1608, il défend l’idée de colonies de peuplement sur les côtes de Guyane, en apportant aux Amérindiens des techniques agricoles européennes, sans recourir à l’esclavage.
Entre-temps, deux factions hollandaises se sont profondément divisées sur le plan politique et religieux, les remontrants ou arminiens, menés par le grand-pensionnaire Johan van Oldenbarnevelt et Hugo Grotius, face aux gomaristes, partisans d'une théocratie « à la Calvin », rangés derrière le stathouder Maurice de Nassau en 1610, ce qui vire en 1617 à la guerre civile quand les villes sont autorisées à réprimer l'activisme des gomaristes puis l'exécution le 13 mai 1619 à La Haye du grand-pensionnaire van Oldenbarnevelt et l'évasion d'Hugo Grotius de la forteresse de Loevestein.
Loin d'être une compagnie de commerce, la WIC fut pensée comme un « instrument guerrier » de l'état néerlandais et « conçue comme une machine de guerre contre les espagnols », dans un nouveau pays « profondément gagné aux idées de Jean Calvin », peu de temps après la mort de Gerbrand Adriaenszoon Bredero(1585-1618), dramaturge spécialiste de la chanson burlesque en langage populaire, l'un des opposants les plus connus à l'esclavage, qui venait de fustiger dans l'une de ses pièces Moortje, écrite en 1615 cette pratique, également dénoncée par l'Église réformée hollandaise.
Alors que la VOC succédait en 1603 à d'autres compagnies commerciales privées ayant réalisé quinze expéditions en Asie de 1595 à 1601, la WIC est une création ex nihilo, obéissant à des motivations idéologiques et théologiques. Très peu de commerçants néerlandais y voient une rentabilité potentielle, compte tenu des coûts militaires à attaquer les Ibériques dans leurs zones de force. Le commerce en Asie, où les Portugais ont été marginalisés entre 1609 et 1621, leur semble bien plus rentable, en valorisant des économies locales, plus avancées que celles de l'Atlantique. La WIC a ainsi été boudée par les investisseurs : les États généraux ont dû exhorter les municipalités et autres institutions. Seuls les militants calvinistes venus des Pays-Bas espagnols y ont investi. Des sources ibériques ont affirmé que les juifs marranes y ont joué un rôle important mais les recherches des historiens ont montré que leur participation n'a joué qu'un rôle mineur.
Dès sa création, la WIC est soumise à un « gouvernement d’entreprise » plus strict que la VOC, et doit rendre des comptes souvent : n’ayant pas de vocation commerciale, contrairement à la VOC, et se consacrant entièrement à la guerre de course, le suivi des dépenses est jugé indispensable, dans cette structure qui agit « davantage comme un Etat indépendant que comme une société d’individus privés ». En 1623, le capital de 2,8 millions de florins, est enfin réuni. C'est seulement 40 % des 6,5 millions réunis par la VOC deux décennies plus tôt mais assez pour acquérir quinze navires. Un million de florins, en partie en subventions, vient des États généraux et de la VOC, dont les actionnaires n'ont pas été consultés, ce qui provoque la dissidence d'administrateurs. Ce n'est plus comme en 1609 les provinces de l'Est qui sont réticentes, mais Amsterdam, où les raffineries risquent de souffrir de la piraterie au Brésil, car elles captent la moitié de son sucre. Sur 29 raffineries des Pays-Bas en 1622, 25 sont localisées à Amsterdam et leur nombre a sextuplé depuis deux décennies.
Le succès exceptionnel des premières années (1623-1627) d’exploitation se traduit par des rendements exceptionnellement élevés, entre 25 % et 75 % par an.
À sa fondation en 1621, la WIC chercha en fait plus particulièrement à s'attaquer à l'espace des Indes espagnoles « plus séduisantes apparemment que le Brésil » et c'est « après en avoir tâté », que les possessions portugaises se révélèrent plus adaptées car « de moindre résistance ». Elle installe des familles en Guyane en 1624, sur les rives du Fleuve Oyapock, sous la direction du capitaine Jan de Moor puis renonce à d'autres implantations en raison du risque de rétorsions espagnoles ou Brésiliennes. La WIC ferme ainsi en 1623 deux petits centres d'échanges commerciaux installés sur l'Amazone dès 1600 par des marchands hollandais de Flessingue: Fort Nassau et Fort Oranje, à sept lieues l'un de l'autre.
La WIC abandonne aussi les comptoirs dans l’embouchure de l’Amazone, celui de l’Essequibo étant le seul à répondre à la même époque à l’idée de Willem Usselincx, d’y implanter une population d’agriculteurs.

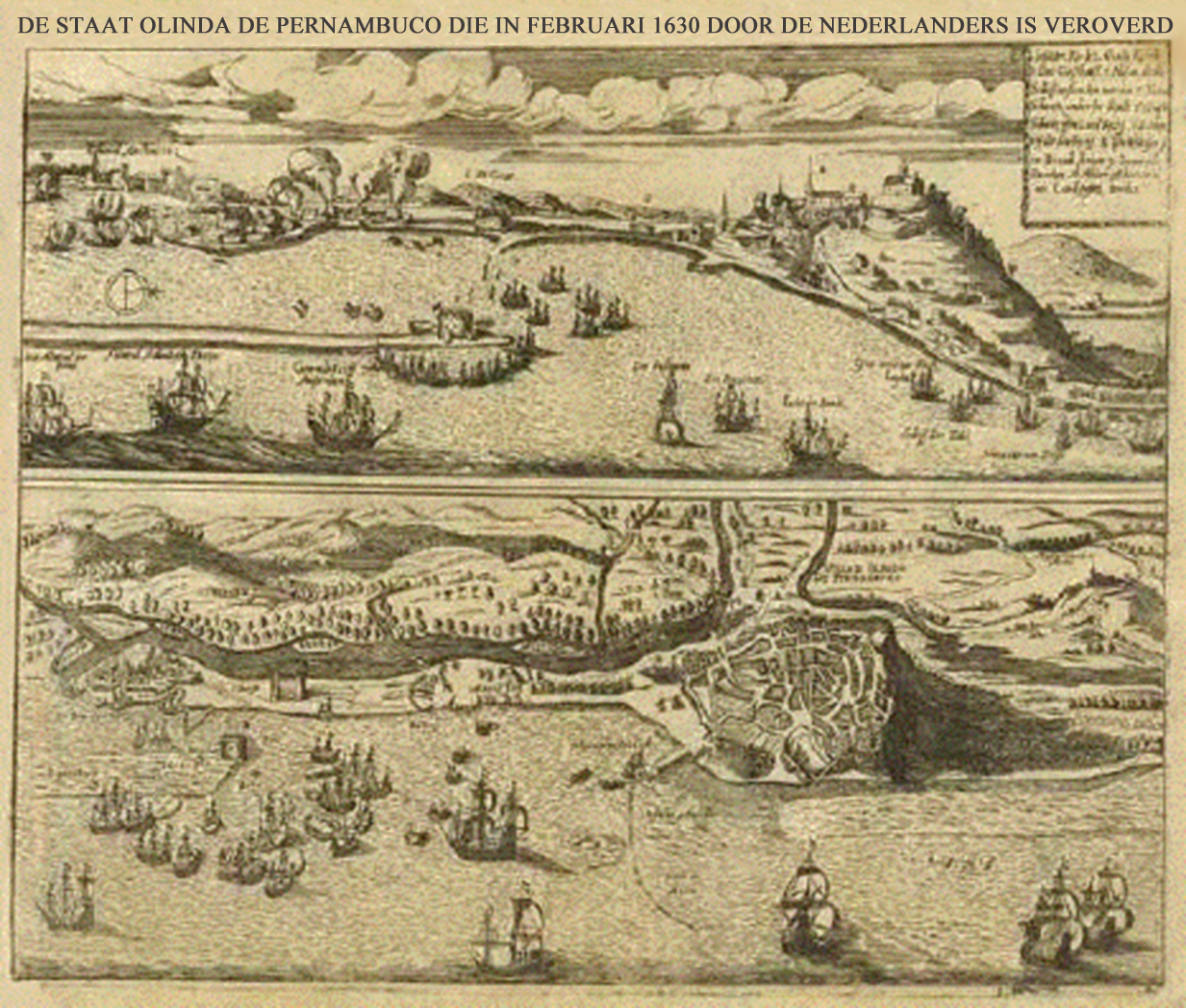
Prise d'Olinda au Brésil par les Hollandais en 1630, gravure allemande, v.1650.

### Recherche de sel et d'argent au Ceara
Les mines de sel et d'argent-métal du Ceara intéressent les Hollandais au moins autant que le sucre et va les mobiliser pendant un quart de siècle. Le sel était aussi vital aux navires de commerce hollandais, alors majoritaires dans le sud Atlantique, car permettant de conserver les aliments durant les longues semaines passées en mer. Les salines de Punta d'Araya, au Vénézuéla, furent exploitées par les techniciens en hydrologie des Pays-Bas espagnols à partir de 1567, quand fut fondée Caracas, puis piratées par des aventuriers hollandais qui revendaient ce sel à très bon prix en Europe du Nord. Cette contrebande reprise par la WIC se faisat « sentir sur les courbes mêmes du trafic espagnol », les Espagnols parviennent à l'en écarter, obligeant les Pays-Bas à chercher d'autres sites, car la seule alternative était les îles du cap Vert. Les salines du Ceara sont repérées dès 1631 à 3 000 kilomètres au sud de la Punta d'Araya, sur le Rio Jaguaribe, plus grand fleuve à écoulement temporaire du monde, qui génère des efflorescences salines
L'argent est aussi vital au commerce hollandais, notamment en Asie où les lettres de crédit sont peu utilisées. La WIC avait dès novembre 1631 entretenu à plein temps un marchand juif askhénaze portugais, Samuel Cohen, pour rassembler toutes les informations sur une mine d’argent très riche selon la rumeur, dans le Ceará. Le Fort Saint-Sébastien de Fortaleza n'avait cependant pû être pris en 1631 malgré l'aide des Indiens potiguara.
Les hollandais ont alors envoyé 25 indigènes du Ceara en Hollande « pour les imprégner de leur culture » et six d'entre eux ont évoqué une mine d'argent, deux affirmant avoir eu son métal en main. Les Pays-Bas ont alors décidé d'exempter d'impôt tout citoyen partant chercher de l'argent dans le Ceara et embauché des mineurs allemands spécialisés.
Le navire de Samuel Cohen étant pourchassé par les Portugais, ce dernier doit fuir aux Antilles puis à Amsterdam, où en 1633 il appuie la procédure d'un de ses amis, Symon Drago marchand juif à Olinda avant l'arrivée des Hollandais, qui ont saccagé ses entrepôts et l'ont rudoyé. Son témoignage contre les pratiques antisémites est ravageur pour la WIC. Malgré cela, elle l'embauche ensuite à nouveau comme informateur et traducteur, espérant toujours retrouver la mine du Ceara.
Le conseil des XIX décide en avril 1634 d'investir Curaçao pour en faire une base de piraterie et de collecte de sel, ce qui est réussi le 21 août suivant, les Amérindiens qui y gardaient un troupeau de bovins pour les Espagnols capitulant. En octobre 1635, les Espagnols sont informés que Samuel Cohen perce des puits sur l'île pour chercher du minerai. Parmi les Hollandais, qui en ont fait le chef des Amérindiens, il se heurte à des remarques antisémites. Appelé ensuite à Luanda pour rechercher aussi du minerai, il y décède au printemps 1642.
Une expédition d'octobre 1637 a obtenu entre temps, en décembre, la reddition du fort portugais, situé à 60 km au sud du Fort Saint-Sébastien de Fortaleza et l'obédience des Amérindiens à la nouvelle garnison hollandaise, concrétisée par un accord de paix. L'aide des Amérindiens s'avère cette fois décisive, même s'ils auront été recrutés des deux côtés du conflit, en particulier les Portugais.
Les aborigènes cearences acceptent d’emblée les cadeaux des Hollandais en raison du caractère apparemment ponctuel de l’implantation : les navires apportent leurs propres vivres et esclaves noirs, pour témoigner de leur autonomie. Les Indiens mis en captivité par les Portugais dans la décennie précédente sont restitués tandis que les relations matrimoniales et sexuelles avec les femmes autochtones sont réprimées par la WIC, tout comme les cas de détournement du travail de leurs gendres.
Pour faire oublier la cupidité immédiate des colons portugais du Nordeste, qui avaient d'abord utilisés des Amérindiens} avant de leur substituer des esclaves noirs, leurs successeurs hollandais envoient 25 indigènes en Hollande « pour les imprégner de leur culture », et ceux-ci reviennent enthousiastes, selon la correspondance dithyrambique de l’Indien Poty. Revers de la médaille, les Hollandais ont besoin des esclaves noirs pour garder la confiance des Amérindiens, qui leur paraissent également indispensables pour identifier les risques lié au Palmares de Quilombo, territoire autonome d'esclaves fugitifs vers lequel le mouvement de fuite « s’accéléra considérablement » lors de la guerre entre Portugais et Hollandaiss, les réfugiés dans ce territoire montagneux amplifiant alors les raids contre les colons pour les cambrioler. Les Hollandais envoyèrent Bartolomeu Lintz y vivre pour repérer leurs moyens de défense, mais n'obtenant pas les moyens d'une expédition pour les éradiquer, ils s'en tinrent à des opérations de police, sous-traitées aux Amérindiens.
En 1643, les Indiens du Ceara appuient même le capitaine hollandais J. Evers dans le combat contre l'insurrection du portugais Oteiro da Cruz, dans le secteur du Maranhiio mais dès l'année suivante la situation se dégrade lors du non-paiement du travail dans les salines, qui aura pour conséquence le massacre et le pillage en janvier 1644 de la garnison du fort le plus proche. En 1645, les indigènes délogent aussi les garnisons flamandes des forts de Ceara, Camocim et Jericoaquara et l'année 1649 voit l'arrivée au Rio Grande d’une troupe de huit cents Indiens en provenance du Ceara.
En 1649, les hollandais reviennent chercher la mine d'argent-métal. L'expédition de Matthias Beck est maritime et composée de 298 personnes - soldats , marins et Indiens confondus. Elle prend soin de ménager les Indiens, utiles pour trouver le minerai et garantir la sécurité de l'expédition minière, partie de Mucuripe, qui échoue cependant en 1654 en raison de la capitulation de Taborda. Avec cinq navires, un matériel important, un fort et des cultures dédiées, ces exploitations minières surprennent les Amérindiens par l’importance des moyens investis, très supérieurs à ceux de l’établissement portugais des décennies précédentes, mais répliquant les méthodes utilisées en Asie par l'ingénierie et la logistique des Hollandais, dont les chantiers navals sont conçus pour des navires permettant à la fois de remonter les rivières et traverser les Océans, par des expéditions autonomes et mobiles.
Finalement du minerai d'argent sera trouvé au Ceara pendant la première guerre anglo-néerlandaise (1652-1654) et envoyé pour expertise aux Pays-Bas mais pris par des pirates pendant la traversée. Des marchands de Dordrecht recrutent des mineurs de Liège pour aller au Ceara mais le navire arrive après la chute de Recife en février 1654. « Dans la montagne de Guarumê , face au Ceará , les Hollandais en ont extrait une grande quantité » d'argent-métal avant 1654.

## Politique des années 1624-1637

### L'appel au saccage des plantations
Le premier échange entre les Amérindiens et les Hollandais du Brésil a probablement eu lieu vers 1625 sur ce qui était alors appelé la côte du Ceará, l'année où les Hollandais ont été chassés par les Portugais de Bahia: les habitants du littoral sur la future Baía da Traição ont pris contact avec le skipper et cartographe Boudewyn Hendriksz et d’autres capitaines comme Jan Baptist Syens, selon l'historien José Antonio Gonsalves de Mello, dans son histoire du Brésil hollandais, basée sur les archives du conseil d’administration de Recife.
Il s'agissait d'une flotte de 36 navires, armement attendu de Hollande, arrivé à Bahia seulement le 22 mai 1625, dont l'important retard avait été attribué à des tempêtes. Pas en mesure de reprendre la ville aux Portugais, cherchant plutôt un port où soigner son équipage, il était remonté vers le Nord en passant devant Olinda, où les Portugais craignent son attaque, avant d'aller mouiller à Bahia do Traiçam.
Parmi le groupe de 25 Amérindiens amenés aux Pays-Bas cette année là figuraient Pedro Poti et Antonio Parapawa, les deux plus connus du groupe. Le second a ensuite servi en 1636 dans un groupe d'Amérindiens appelés "Brasilianen", sous le commandement du Major Mansveldt? dans les campagnes autour d'Igarassu et a servi d'interprête à de nombreux officiers néerlandais. Le premier, Pedro Poti écrira en 1645 à Felipe Camarao que le Brésil sera dominé par la mer et donc par les Hollandais, se trompant sur le vainqueur final.
Ils sont interrogés par Hessel Gerritsz (1581 -1632), le cartographe en chef de la VOC, qui liste le nom de plusieurs d'entre eux dans un manuscrit du 20 mars 1638,, et peu après s'est joint à un voyage 1628/29 au Brésil et dans les Caraïbes, où il a contribué aux cartes de la Beschrijvinghe van West-Indiën ("Description des Antilles") de Johannes de Laet publiées en 1630.
Parmi les 25 indigènes du Ceara hébergés pendant cinq ans par les hollandais aux Pays-Bas, où ils ont appris à lire et à écrire en néerlandais, « pour les imprégner de leur culture », six d'entre eux ont évoqué une mine d'argent, deux affirmant avoir eu son métal en main. Les Pays-Bas ont alors décidé d'exempter d'impôt tout citoyen partant chercher de l'argent dans le Ceara et embauché des mineurs allemands spécialisés. Si on ne peut pas parler de « fièvre de l'or » selon l'historien Wim Klooster, les experts en métaux précieux se faisant offrir la traversée par la WIC furent alors très nombreux, selon l'historien portugais José Antonio Gonsalves de Mello.
Dans les premières années de la colonie hollandaise du Brésil, plusieurs Amérindiens Tapuias ont visité le Conseil politique de Recife: Marcil ou Marcillian, Andries Tacou, Ararova et Francisco Matauwe. L'un d'eux, Andries Tacou a raconté comment, avec deux compagnons sur la route de Rio Grande au Ceará, il a rencontré le marchand portugais Juan Pereira, transportant avec lui 17 femmes et enfants dans le but de les vendre à Rio Grande, qu'ils ont tué avant d'être enmené par le commandant de navire hollandais Ellert Smient, avec des lettres du Portugais contenant de précieuses information sur la situation au Ceara et l'influence contestée des Portugais.
En 1633 les Amérindiens Tapuias de cette province demandent à s'allier avec les Hollandais et en décembre 1633 sur l'île de Tamarica (Itamaracá) un fortin fut érigé pour protéger les Amérindiens Tabusseram, où l'un d'eux, Mossocara et deux Français qui devaient initialement coloniser Fernando de Noronha ont été réquisitionnés pour développer Itamaracá. Les Hollandais vont ensuite décréter la liberté pour les Amérindiens, qu'ils travaillent dans les champs ou dans les salines, quand Wilhelm Doncker remplace à la tête de l'administration Elto Beuningh, qui comme deux autres capitaines du lieun Jan Wouters et Gerardus Adolphi, s'étaient déshonoré. Tous les Indiens vivant dans les villages d'Alagoas, Goiana et du Paraíba sont alors recensés, mais dans les provinces plus distantes de Recife, comme Rio Grande, Ceará, ils seront exploités, plus ou moins en secret, selon une lettre de Gédéon Morris de Jonge en 1644 après laquelle les Hollandais renouvellent le document affirmant leur liberté.
En 1634, les Tapuias apprennent que la guérilla portugaise affaiblit les Hollandais. Les récits de Joahnn De Laet racontent comment Janduv et Copun, fils du chef Weletyawa, furent emmenés par le capitaine Garstman au Fort Ceulen dans le Rio Grande, puis à Recife, amenant le père du premier à négocier avec cinq tribus Tapuia pour se renforcer.

### Harcèlement et pillage des plantations
Une fois les capitaux de la WIC réunis en 1623, ses corsaires Néerlandais consacrent le reste des années 1620 au harcèlement et pillage de l'Amérique ibérique : 
- en 1624 Bahia au Brésil « cible de choix en raison de sa situation dans la circulation transatlantique et du commerce du sucre »[47], « prise facilement, après une journée de tirs nourris »[47]. En choisissant Bahia, la WIC « semblait viser le Pérou, pour menacer l'Empire ennemi au cœur » et « l'ampleur, la vigueur, la précision de la riposte ne surprennent pas » avec la reprise de Bahia mais aussi le siège de Breda « depuis la base logistique des Pays-Bas espagnols »;
- En 1624 aussi, deux expéditions, menée par Philip van Zuylen puis Piet Hein tentent de s'emparer de Luanda sur la côte de l'Angola. Le même Piet Hein capte un envoi de sucre du Brésil vers l'Europe, puis un galion venu du Honduras avec du cacao et de l'indigo et surtout un peu après;
- en 1628 c'est encore une raid d'une escadre de Piet Hein sur la Flotte des Indes près de Cuba, qui met la main sur l'argent du Potosi péruvien. L'énorme butin prive les mercenaires espagnols d'une partie de leur solde et sert à financer en Europe le siège de Bois-le-Duc et à verser le premier dividende depuis 1621.

Cette nouvelle politique vise à semer la division entre Portugais et Espagnols pour prouver que leur Union ibérique formée en 1580 un peu avant le siège d'Anvers leur attire plus d'ennemis et de tracas qu'un développement séparé. Les plus cyniques des Hollandais vont eux affirmer que le Portugal et sa colonie Brésilienne ont été « volés » par l'Espagne à leur Roi légitime, selon de Moerbeek, une action en direction du Brésil est donc « divinement légitime ».

### Saccage des moulins de deux-tiers du Brésil

Le « Brésil néerlandais » de 1630 à 1654.

Entre 1630 et 1637, les Hollandais privent le Portugal d'une région sucrière qui ne représente plus que la moitié de la capacité brésilienne de production au lieu des trois-quarts avant leur arrivée, tant ils y ravagent les plantations et moulins.
Plutôt que la capitale du Brésil Bahia comme en 1624, les Hollandais s'attaquent en 1630 à trois îles situées dans l'embouchure conjointe de plusieurs rivières. Les navires de la WIC bombardent massivement et incendient la petite ville coloniale d'Olinda que les Portugais désertent le 16 février 1630. Puis ils s'installent le 3 mars dans la petite île qui leur servait de port de pêche 5 km plus loin, Recife, dont le nom illustre un récif naturel protégeant l'embouchure des trois rivières: ce sera capitainerie de la région de Pernambuco. Les Hollandais ne s'arrêtent pas à Récife, et continuent leurs dévastation dans la région de Natal (Rio Grande do Norte). Les cartes de propagande hollandaise de 1630 montrent que les alentours d'Olinda étaient essentiellement boisées, avec des illustrations montrant travail inhumain des esclaves dans les moulins à sucre, présentés comme au service des "Espagnols", et des entrepôts que les Portugais ont eux-mêmes brûlés.
Un bon tiers des exploitants des moulins à sucre portugais de ces régions se replient dans le sud, selon l'officier polonais Christophe Arciszewski, un des mercenaires de l'armée hollandaise. Celle-ci ravage quantité de plantations et disperse une large partie du cheptel bovin servant de traction aux moulins. Les combats les plus violents, entre 1626 et 1636, auront causé une dizaine d'années de très graves dégâts à l'appareil productif sucrier. Les esclaves sont dispersés et des chaudrons égarés dans les forêts. En 1631, les Hollandais quittent Olinda pour s'attaquer au fort de Cabedello, au Rio Grande, au Rio Formoso et au Cabo de Santo Agostinho, mais la région du Paraïba est moins touchée par les combats. Ce n'est qu'en en 1635 qu'ils chassent les Portugais de trois autres bastions, Porto Calvo, Arraial do Bom Jesus et Fort Nazaré, dans le Cabo de Santo Agostinho.
La proportion des sucreries arrêtées par ces années de guérilla va d'un tiers dans certaines paroisses à 11/18 pour d'autres. Selon la géographie sucrière du Brésil élaborée par l'historien Frédéric Mauro dans sa thèse du début des années 1960, le Pernambouc possédait 150 sucreries sur 192 en 1929 dans la région située au nord du San Francisco et plus que 108 en 1638/1639, dont seulement 75 en état de fonctionner.
À la Bourse d'Amsterdam, le prix de cent livres de sucre blanc bondit de près de 70 % en huit ans: il passe de 43 florins en 1624 à 70 florins en 1632 puis une nouvelle phase de hausse le fait passer de 66 florins en 1635 à 85 florins en 1637, hausse d'un tiers en deux ans.

### Les plantations abandonnées
Au Pernambouc et dans les capitaineries attenantes, l'élite de l'aristocratie sucrière n'était pas stable auparavant, et des moulins à sucre ont souvent changé de main sans que les Hollandais y aient joué de rôle. Mais dans le Paraiba, où la propriété était plus stable, les planteurs portugais restés sur place profitent de l'évolution: plusieurs plantations abandonnées par leurs propriétaires sont attribués à des Hollandais sans expérience ni compétence agricole. En 1642, neuf d'entre elles ont déjà été abandonnées par ces Hollandais et reprises par un planteur Portugais déjà implanté, Jorge Homem Pinto. Dans le Rio Grande, le nombre de moulins à sucre était resté stable, à 18 ou 19, entre et 1630 mais leur production totale avait doublé pour atteindre 150 000 arrobes.

### Fuite de milliers d'esclaves

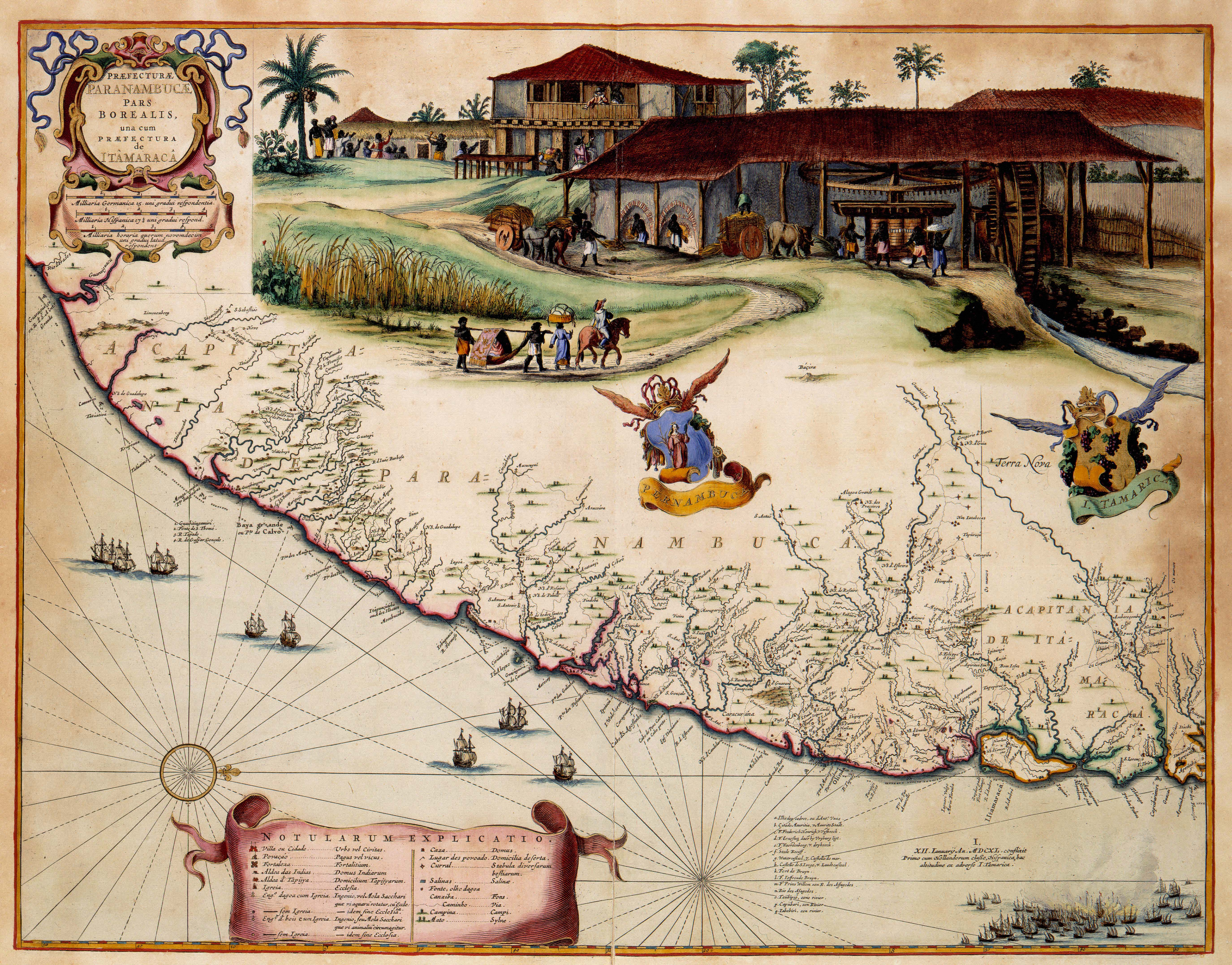
Carte de Pernambouc Nord datant d'entre 1630 et 1654. Atlas van der Hagen, Bibliothèque royale (Pays-Bas). L'illustration montre le travail des esclaves africains dans les plantations.

Sebastião da Rocha Pitta, historien du début du XVIIIe siècle estimait que les Hollandais et les campements d'esclaves fugitifs étaient deux menaces comparables pour le Brésil portugais, qui de fait s'additionnèrent. La guérilla entre Hollandais et portugais créé des décennies de désordre. Des milliers d’esclaves en profitent pour s’enfuir dans les montagnes et rejoindre et faire grossir très rapidement un ancien "royaume" caché d'esclaves fugitifs appelé "Palmares", à cause de ses nombreux palmiers, constitué d'un réseau de villages et campements improvisés.
Dès 1602, le gouverneur portugais Diogo Botelho organisa des expéditions punitives pour éradiquer "Palmares" et en 1612, le roi du Portugal envisagea même de stationner des troupes pour protéger les terres des colons contre les raids des esclaves de ce territoire autonome. Constituée en amont des rivières, l'expansion de ce territoire autonome « s’accéléra considérablement » lors de la guerre entre Portugais et Hollandais, de même que les raids du territoire contre les colons pour les cambrioler. Malgré l'exaspération causée par ces raids, il sera considéré comme non attaquable par les hollandais au début des années 1640
Quasiment à la même époque, la ville de Carthagène des Indes, dans l'actuel Venezuela, avait connu le même phénomène. Depuis les années 1610, elle vit comme le Brésil au milieu d’une « vague angolaise » d’esclaves d'Afrique et fut elle aussi encerclée par des communautés de fugitifs à la même époque. Mais le gouverneur espagnol Francisco de Murga s'y est lui attaqué. Il apprit au début de 1632 que les esclaves fugitifs avaient commencé à se rassembler sous la direction d’une nouvelle reine, Leonor Criolla: il ordonna en 1634 à ses troupes de les attaquer à temps et victorieusement : beaucoup d'esclaves fugitifs de ces villages furent faits prisonniers ou tués. Au Brésil, l’invasion hollandaise qui a lieu au même moment a déstabilisé et désorienté l’armée portugaise, l'empêchant d'utiliser la même méthode. Ensuite, face à l'exaspération des planteurs portugais, l'administration hollandaise finira par sous-traiter une opération de police aux Amérindiens, qui ramène une trentaine de prisonniers, mais sans commune mesure à ce qui vient d'être réussi dans l'empire espagnol. Ainsi en 1640, le gouverneur Maurits van Nassau-Siegen envoie un espion, Bartolomeu Lintz, vivre parmi les fugitifs pour repérer leurs moyens de défense,.

## Conséquences du renflouement raté de 1636

### La WIC en faillite
Lors du renflouement raté de la WIC en 1636, sur fond de faillite causée par l'effondrement des recettes de la piraterie, plusieurs gouverneurs vont proposer d'autres revenus, via l'or et les esclaves d'Afrique, où les Hollandais observent en 1635 que les Portugais sont affaiblis puis les années suivantes que c'est dû au séisme qui a ravagé la mine d'Obuasi.
Dès le printemps 1635, Gerard van Arnhem et Frans Herberts, qui représentent les États généraux à la direction de la WIC font état d’une discussion sur l’opportunité de mettre fin au libre commerce au Brésil. Cette proposition vient de la Zélande, la plus investie dans la création de la WIC en 1621. Elle pointe la situation financière dramatique de la WIC, mais reste cependant d'abord minoritaire, car le « commerce particulier » ou libre, représente 53,4 % du total des exportations de la Nouvelle-Hollande, le reste étant réalisé par la WIC, dont la moitié sous forme de captures de la marine de guerre.
Si la WIC avait reçu 7 millions de guilders d’augmentation de capital à ses débuts en 1622-1626, les dépenses pour la triple attaque contre Bahia, Luanda et Elmina en 1625 l’avaient immédiatement mis en difficulté financière. Seule la l'énorme prise d'argent de Matanzas en 1628 l'ont sauvé en rapportant 11,5 millions de guilders. Mais plus de la moitié est distribuée en dividendes de 25 % en 1628 puis 50 % en 1629. Face aux nouvelles crises financières 1633 et 1636, une augmentation de capital s'impose en avril 1636: le 15 juin un appel à tous les actionnaires demande de souscrire 2,5 millions de guilders en 3 versements, le tiers de l’investissement initial.
L’autre compagnie, la VOC avait en 1636 un dividende de 37,5 % et des actions valant le double de leur montant initial de 1603, alors que celles de la WIC étaient restées au niveau 1621. Dès l’été, les souscriptions en Zélande sont très en retard. En novembre seulement la moitié du montant prévu a été apporté. Le rendement garanti de 8,5 %, transformant l’action une obligation convertible n'y suffit pas. La valeur de l'action se met à diverger d’une chambre à l’autre. Les investisseurs font remarquer que les revenus du sucre ont été loin du niveau adéquat pour couvrir les dépenses militaires. Le risque politique est pris en compte aussi : comme l’avait prévu une décennie et demie plus tôt le fondateur Willem Usselincx, les Amérindiens, les esclaves et les nouveaux chrétiens portugais n’ont pas accueilli les Hollandais à bras ouverts et les Portugais ont noyées ou brulées leurs plantations.

### Liberté du commerce: les hésitations
Finalement, décision est prise le 27 décembre 1636 de supprimer la liberté de commerce au Brésil: d'éventuelles recettes doivent rester à la WIC, qui assume toutes les dépenses militaires et espère le retour des prises de piraterie. Dès cette annonce l'ensemble des valeurs des propriétés ou des marchandises échangées dans le port brésilien de Recife perdirent en une journée la moitié de leur valeur. Ce sera seulement, en avril 1638, au terme de plusieurs débats houleux, que la liberté du commerce sera rétablie mais toujours fortement limitée par les contraintes fiscales car la WIC manque de subventions pour assurer l'entretien de ses effectifs en militaires et en fonctionnaires.
La WIC trouve ses appuis dans « un parti gomarien intransigeant », tandis que Nassau-Siegen mène « campagne contre le Monopole ». Aux Pays-Bas, « Une foule de brochures parurent en 1636 et 1637 » pour « insister sur la liberté du commerce »,, ensuite remplacées au début des années 1640 par d'autres, débattant de la politique du gouverneur Nassau-Siegen, notamment au printemps 1638, quand une proposition de se lancer dans le trafic d'esclaves remonte au conseil d'administration de la WIC.

### Attaque des positions portugaises entre 1637 et 1638

#### La WIC en perdition financière
Au printemps 1635, Gerard van Arnhem et Frans Herberts, qui représentent les États-généraux à la direction de la WIC font état d’une discussion sur l’opportunité de mettre fin au libre commerce au Brésil. Il s'agit d'une proposition de la Zélande, qui pointe la situation financière dramatique de la WIC. Elle reste cependant minoritaire.
Si la WIC avait reçu 7 millions de guilders d’augmentation de capital en 1622-1626, la triple attaque contre Bahia, Luanda et Elmina en 1625 l’avaient immédiatement mis en difficulté financière, seule la prise de Matanzas en 1628 la sauvant en rapportant à elle seule 11,5 millions de guilders, même si c’est suivi par une distribution de dividendes de 25 % en 1628 puis 50 % en 1629. Après de nouvelles crises de trésorerie en 1633 et 1636, une augmentation de capital est proposée en avril 1636. Dès le 15 juin est lancé un appel à tous les actionnaires à souscrire en 3 versements un montant égal au tiers de l’investissement initial, pour un total de 2,5 millions de guilders.
L’autre compagnie, la VOC avait en 1636 un dividende de 37,5 % et des actions valant le double de leur montant initial de 1603, alors que celles de la WIC était à peine à leur niveau initial de 1621. Dès l’été, les souscriptions en Zélande sont en retard et en novembre seulement la moitié du montant prévu a été apporté, malgré un rendement garanti de 8,5 %, l’action devenant une obligation convertible de fait, dont la valeur se met à diverger d’une chambre à l’autre. Il est remarqué que les revenus du sucre ont été loin du niveau adéquat pour couvrir les dépenses militaires. Comme l’avait prévu une décennie et demie plus tôt Willem Usselincx, les Amérindiens, les esclaves et les nouveaux chrétiens portugais n’ont pas accueilli les Hollandais à bras ouverts et les Portugais ont noyées ou brulées leurs plantations. Finalement, décision est prise le 27 décembre 1636 de supprimer la liberté de commerce au Brésil: d'éventuelles recettes doivent rester à la WIC, qui assume toutes les dépenses militaires.
Parmi les conséquences de l'échec de l'augmentation de capital de la WIC en 1636, la recherche effrénée des nouvelles recettes, celle course en mer s'asséchant. Parmi les autres revenus envisagés, le pillage des villes portugaises, ou encore l'approvisionnement en or et en esclaves d'Afrique, où les Portugais ont été pénalisé par un accident dans la principale mine d'or alimentant leur commerce à Elmina.

#### Prise d'Elmina en Côte de l'or
À l'été 1636, Jean-Maurice de Nassau-Siegen est recruté comme gouverneur, la WIC prévoit qu'il sera payé par 2 % des prises de pirateries. Il doit partir avec 32 navires mais « en raison des dettes accablant la WIC », est elle réduit à 12 et ne peut partir que le 25 octobre 1636, et avec seulement 4 vaisseaux équipés, les 8 autres devant les rejoindre plus tard.
Arrivé le 23 janvier 1637 Nassau-Siegen « marcha en personne contre les Espagnols et Portugais » à Porto Calvo, site du Pernambouc proche de Palmares, le 17 février. Après 13 jours de siègela garnison de 500 hommes capitule le 13 mars. En avril 1637, il reçoit une lettre du commandant du fort Nassau, Nicolas Van Ypren, évoque la collecte, prévue ou réalisée de 870 esclaves en sept mois, acquis en différents endroits d'Afrique, et propose de s'emparer du Fort d'Elmina en ayant « gagné plusieurs Princes Nègres par ses intrigues », jusqu'à instiller « des divisions jusques dans le fort Portugais » et au sein des plusieurs centaines d'habitants africains du bourg l'entourant, qui déploraient la baisse du commerce avec ce fort, les Efutu et Komenda, selon le récit publié en 1647 par Gaspard van Baerle,. Au Brésil, les Hollandais étaient allié des Tapujas, ennemis des Portugais et de leurs alliés Tupinambos.
Nassau-Siegen saute sur l'occasion et envoie 9 bateaux avec « une armée de 800 soldats », d'autres sources parlant de 1 200, dirigés par le colonel Hans-Coine. Le 29 août 1637, Elmina se rend après seulement quatre jours.
À Elmina, deux attaques manquées avaient été auparavant lancées par les Hollandais, une manquée en 1625 puis une seconde en 1632 par Jochemsz Sticker. Dès 1635, Pompeius de la Sale, commandant du fort Nassau avait transmis un rapport en Europe pour souligner l'affaiblissement du commerce portugais avec les populations africaines voisines et l'année suivante un autre rapport avait signé la cause, un séisme qui avait détruit la mine d'Obuasi, situé à une cinquantaine de kilomètres dans les terres et le fort portugais situé sur le parcours fluvial y menant.
Décidée du Brésil, par Nassau-Siegen, « l'attaque sur Elmina a été faite parce que c’était le siège portugais en Afrique, pas  pour l’approvisionnement en esclaves », selon l'historien Albert Van Dantzig. Elmina est alors lié à « l’Angola brésilien, tombé dans les mains néerlandaises plus tard », en 1641-1642 avec les prises de Luanda et Benguéla, a souligné cette source.
Quelques années plus tard, en 1646, Elmina « ne pouvait même pas abriter un nombre de 40 esclaves », comme demandé par un capitaine prévoyant d'y arriver après s'être rendu à Ardra, contrairement à l’usage prévoyant de passer d'abord par Elmina, et le commandant du fort lui répond qu'il ne pourra pas débarquer les esclaves tant que des baraquements n'auront pas été installés à l'extérieur.
Ce sera seulement dans le dernier quart du XVIIe siècle, lors d'un essor de la traite des esclaves que la Côte de l'Or « n'en sera plus exclue », causant une période d’immenses changements politiques dans la région, via des mécanismes qui sont sujet de controverse parmi les historiens, certains soulignant qu'« il n’y avait pas de classe servile simplement en attente d’être expédié. »
À la fin du XVIIe siècle, Ouidah put ainsi « produire » plus de 1 000 esclaves par mois, sur fond d'« augmentation soudaine de l’approvisionnement en armes à feu » sur la Côte de l'Or, « justifiée aux yeux des Européens par le déclin prononcé de l’approvisionnement en or » et de la « concentration croissante du pouvoir dans quelques États, en particulier ceux qui ont un gros enjeu dans la traite des esclaves : Fanti, Akwamu et Ouidah », tandis que les « Fanti et Akwamu avaient augmenté le commerce de l’or plutôt que sa production, en manifestant l’agressivité des intermédiaires désireux de contrôler le marché ».

#### Expédition contre le Ceara enoctobre 1637
Le 26 octobre 1637, Nassau-Siegen donne le feu vert à une autre expédition pour s'approprier des métaux précieux, visant la capitainerie portugaise du Ceará: 126 hommes sur 2 navires, dirigée par Joris Garstman van Werwe, qui en 1634 avait négocié l'alliance avec les Tapujas de la région du Forte dos Reis Magos, qu'il dirigeait. Le 20 décembre 1637, ils prennent le fort hollandais avec le soutien des indigènes locaux.

#### Destruction de Sergipe del Rey endécembre 1637
Au Brésil, les troupes hollandaises poursuivent la guerre à 300 km de Récife, menées par le colonel Van Schuppen, qui attaque et « détruit de fond en comble » la ville de Sergipe del Rey en décembre 1637, située à mi-chemin entre Recife et Bahia, au sud du Rio São Francisco, « après avoir brûlé sur son passage maisons et sucreries, arraché les arbres fruitiers et ravagé toutes les plantations ».

#### Attaque manquée contre Bahia enavril 1638
Aux Pays-Bas, on presse le gouverneur Nassau-Sigen d'aller encore plus au sud attaquer Bahia, capitale du Brésil, restée portugaise, avant que celle-ci puisse finaliser sa contre-attaque avec les Espagnols et on lui promet des renforts menés par le colonel Artichofsky. La WIC espère par « cette importante conquête relever un peu l'état de ses finances » car pendant « plusieurs années consécutives », l'État doit lui avancer 0,6 à 0,7 million de florins, faute de recapitalisation réussie.
C'est ainsi que le 8 avril 1638 est lancée une expédition pour tenter de prendre Bahia, avec notamment un assaut les 17 et 18 mai, après que les troupes eurent débarqué à quelques kilomètres de Bahia et pris quelques forts portugais. La bataille dura une quarantaine de jours, passe tout près du succès puis tourne au désastre et à une retraite les 25 et 26 mai. Les Hollandais avaient pourtant mobilisé 31 navires et près de 5 000 hommes, dont au moins 800 alliés autochtones mais sont tombés dans des embuscades, ne parvenant pas à s'emparer des batteries de canon, et perdant près de 250 hommes.
En 1641, les Hollandais réoccupent São Cristóvão, qui avait été abandonné en 1637, puis en novembre 1641 la ville de São Luís do Maranhão.

## L'échec à relancer la production de sucre

### La cession des plantations confisquées
Jean-Maurice de Nassau-Siegen, nouveau gouverneur du Brésil, arrive à Recife le 23 janvier 1637. Le 4 août 1636, auditionné en Hollande, il avait obtenu, un droit personnel de 2 % sur le butin enlevé à l'ennemi. Il commence par exécuter les ordres de la ,WIC, de continuer et amplifier la guérilla contre les Portugais, pour les chasser de la partie du Brésil qu'ils contrôlent encore.
Mais la fronde croissante des Portugais à Récife l'oblige ensuite à tenter des mesures pour les amadouer, afin de revenir à l'ordre politique et social, d'autant qu'il est à court de stocks alimentaires. La toute première est l'installation d'une colonie à Elmina, sur la côte de l'or, qui laisse espérer aux planteurs portugais la reprise d'un approvisionnement en esclaves. Il fait aussi bâtir un Palais pour montrer que la présence hollandaise sera durable et tente de réactiver les plantations de sucre abandonnées en leur trouvant de nouveaux propriétaires.
Mais vers 1638/1639, la partie du Brésil conquise et rebaptisée « Nouvelle Hollande », limitée au littoral nord du Brésil portugais, est toujours durement affectée par les rigueurs de guerre. En effet, la fabrication du sucre « nécessite alors un traitement proto-industriel intégré: sa désorganisation, même temporaire, ne peut qu'entraîner une rupture assez prolongée du rythme de production par un effet d'inertie ». La remise en route ne débute sérieusement que vers 1639, plus de dix ans après la prise du Pernambouc, et trois ans après l'arrivée de Jean-Maurice de Nassau-Siegen.
Il confisque les exploitations arrêtées pour les mettre en vente et lance un appel aux nombreux Portugais qui ont abandonné la leur pour qu'ils reviennent : ils auront la liberté de conscience, leur propriété sera restituée et ils seront à égalité de droits avec les Hollandais. Les intéressés ne répondent que lentement. La situation ne sera ainsi un peu plus favorable qu'en 1640, grâce à cette nouvelle attitude du gouverneur.
Les 55 plantations confisquées représentent la moitié de la capacité de production sucrière de Nouvelle-Hollande mais seulement 24 sur 55 avaient déjà fait l'objet d'un rachat au 19 janvier 1638.

### Echec de l'immigration hollandaise
Le produit des ventes de plantations ne rapporte finalement que 2 millions de florins entre 1637 et 1638. Surtout, l'engagement direct des hollandais dans le processus de production sucrier reste confiné à une grande faiblesse, jugée "regrettable" par l'historien français François Souty, car la modération fiscale réclamée par Jean-Maurice de Nassau-Siegen en faveur des planteurs, pour compenser « le niveau élevé du risque d'entreprise » au Brésil, mais finalement non obtenue, visait au contraire « une forte participation des capitaux amstellodamois ou middelbourgeois ». Le risque très important découlait des conflits frontaliers et des escarmouches avec les Portugais des régions du Brésil encore sous leur contrôle et l'absence de loyauté des portugais envers l'administration néerlandaise.
Le capital néerlandais investi au Brésil en 1638 ne représente en fait que 16 % de la capacité de production sucrière potentielle du Brésil hollandais, exprimant selon lui « une grave défiance à l'égard de l'entreprise de colonisation, sinon une faute de l'appareil financier néerlandais ». Selon l'historien Fernand Braudel, l'erreur des Hollandais « est d'avoir voulu construire une superstructure marchande, sans coiffer la production, sans coloniser au sens moderne du mot ». Les employés de la Compagnie néerlandaise des Indes occidentales, eux sont pour la plupart rapidement retournés aux Pays-Bas, refusant de s'installer dans la colonie.
Près de 40 % du total des moulins à sucre ont changé de propriétaires en 1637-1638, soit plus de la moitié de la capacité de production, mais ces acquisitions ont été rares dans les régions situées le plus au sud, les plus proches du Brésil encore portugais. À Récife, elles sont souvent effectués par des "Nouveaux-Chrétiens portugais" et des commerçants venus d'autres régions européennes, parmi lesquels des juifs, compte tenu de la volonté politique de leur faire une place pendant la présence hollandaise. En 1550, la ville d’Anvers comptait 19 raffineries de sucre, mais une partie de ces artisans avaient fui l'Inquisition espagnole après le Sac d'Anvers en 1585 par l'Espagne, pour s'installer à Amsterdam, qui supplanta Anvers, mais vers 1600 d'autres marchands flamands de sucre s’installèrent à Bordeaux, Paris, La Rochelle et Rouen et, dans une moindre mesure, au Havre et à Nantes, puis à Angers, Dunkerque, Orléans et Saumur. Les trois-quarts des Juifs hollandais vivant aux Pays-Bas, quasiment tous séfarades, habitaient à Amsterdam, où la dénonciation de la Conversion forcée et des persécutions religieuses en Espagne puis au Portugal ne sera cependant exaltée par le poète et dramaturge Don Miguel de Barrios que deux décennies plus tard.
Quelques nouveaux venus créent des moulins utilisant la roue à eau. Mais l'énergie bovine étant privilégiée par les Portugais, les plantations du littoral sont loin des rares cours d'eau. D'autres apprennent au contraire les techniques sucrière auprès des Portugais. Les plantations les moins bien loties restant abandonnées, le ratio de productivité moyen au Pernambouc a rattrapé, et même dépassé de près de 17 %, son niveau d'avant la guerre, même si, pour les sucres blancs de meilleure qualité, la marge commerciale est devenue inférieure à celle des sucres roux. Les hollandais jouent un petit rôle dans la production, souvent rapidement abandonné faute d'expérience, mais surtout dans « le transport, le raffinage et la commercialisation ».
Les planteurs portugais se plaignent eux des taux d'intérêt élevés facturés par les prêteurs néerlandais pour les emprunts visant à reconstruire leurs plantations et vont espérer un départ pour ne pas avoir à rembourser, ce qui reste très probable car la Hollande reste en guerre avec l'Espagne, même si elle signe la Paix avec le Portugal fin 1641.

### Fiscalité massue, imposée par les Pays-Bas
La contrainte fiscale « demeure une contrainte structurelle pesant sur l'économie », car les appels du gouverneur à baisser les impôts n'ont pas été entendus en Métropole. Les impôts à la production représentent en moyenne 44,50 % du bénéfice des entreprises sucrières, alors qu'il reste encore au sucre « un long chemin à parcourir jusqu'au consommateur final d'Amsterdam, de ou de Saint-Pétersbourg ». Aux Pays-Bas, le débat fiscal est passionné et ses effets mouvementés : entre janvier 1634 et avril 1638, la politique commerciale et fiscale des Provinces-Unies en Nouvelle-Hollande est modifié radicalement trois fois de suite.
En janvier 1634, le commerce est de nouveau ouvert aux particuliers, après 13 ans d'interdiction, mais les marchandises doivent être obligatoirement transportés dans les deux sens sur les navires de la WIC, monopole dont s'inspirera Colbert en France en 1664, mais qui cause un prix généralement élevé, d'autant que le sucre est par ailleurs en pénurie.
Dès 1624, un hollandais estimait que les impôts représentent 30 % du prix du sucre mais cette proportion va rapidement grossir beaucoup plus et, la marge bénéficiaire du producteur chute à seulement 5,87 % du prix final, soit moins du cinquième de la marge commerciale nette, malgré l'énorme risque politique, contre 6,88 % sur la base du cours du sucre à Lisbonne d'avant-guerre (en 1618). Selon l'historien français François Souty, c'est au cours de la période hollandaise que les planteurs de sucre du Brésil auront le plus massivement vu régresser leurs marges bénéficiaires.

### Seulement un tiers du sucre produit à l'époque portugaise
Alors que la zone contrôlée par les Hollandais pendant leur présence au Brésil représente, en termes de territoire sucrier, près des deux-tiers de celui de l'époque portugaise, sa production de sucre ne dépassera pas le tiers de celle du total du Brésil à l'époque portugaise. Les estimations de la production de sucre au Brésil Hollandais année par année, indiquent un rebond relatif entre 1636 et 1641, mais sont peu fiables en raison des dispersions des archives de la première WIC, causées par un incendie accidentel d'entrepôt au XVIIIe siècle puis par leurs ventes partielles en 1821. Les historiens, confrontés à des conversions complexes entre poids et mesures commerciales, agricoles et monétaires, ont recouru des estimations publiées il y a plus d'un siècle, époque de quasi-consensus sur les bienfaits des empires coloniaux, ou d'autres sources peu neutres, comme un texte de Johannes de Laët, administrateur de la WIC au XVIIe siècle, alors que celle-ci n'opérait qu'un quart des exportations de sucre du Brésil hollandais, et restait exposée à la corruption, aux risques de liquidation financière et au discrédit causé par la surestimation du potentiel brésilien lors de sa création.
Ainsi, en avril 1623, la WIC, confrontée à la réticence des investisseurs, n'avait pas démenti une estimation du potentiel d'exportations annuelles de sucres du Brésil effectuées par un marchand, Jan Andries Moerbeek, à l'intention du Prince d'Orange. Cette estimation à 30 millions de livres, soit une stabilité par rapport aux exportations existantes, sous-estimant le risque causé de résistance des Portugais et d'inexpérience des Hollandais dans la culture du sucre.
Sur 103 millions de livres de sucres exportées au total vers les Provinces- Unies entre 1624 et 1651 du Brésil Hollandais (au périmètre lui-même fluctuant quasiment chaque année), près du quart (23 millions) a été réalisé par les prises corsaires en mer, presque autant que par la WIC (24 millions de livres), l'essentiel (55 millions de livres) ayant été assuré par des particuliers, qui devaient verser à la WIC un droit sur les sucres exportés.
Pourtant admirateur du gouverneur hollandais de l'époque, l'historien François Souty a effectué une synthèse estimant que « dans les meilleures années de la présence hollandaise au Brésil, le rythme annuel moyen d'exportation de la Nouvelle-Hollande sera limité » à 9,5 millions de livres de sucre. C'est, observe-t-il, moins du tiers des 30 millions de livres espérés en 1623 par Moerbeek pour l'ensemble du Brésil ou encore des 33 millions de livres produits par le même Brésil au cours de l'année 1600, selon la thèse de l'historien Frédéric Mauro. Cette amputation de la production de sucre brésilienne n'a pas fait monter les prix, car de nouveaux producteurs sont apparus : Barbade, Saint-Christophe, Martinique et Guadeloupe. Alors que les cotations du sucre à la Bourse d'Amsterdam publiées dans les Prijscourant en de 1619, 1624 et 1625 variaient entre 42 et 49 florins pour 100 livres, et atteignaient une moyenne annuelle de 47 florins en 1625, vingt ans plus tard, en juin 1643, c'est seulement 44 florins, malgré la chute de la production brésilienne entre-temps. Ces prix bas entrainent de faibles marges bénéficiaires, 5 % pour les sucres blancs, 8 % pour les roux. À Amsterdam, une délibération municipale du 31 janvier 1613 avait créé les "Prijscouranten" : chaque semaine les prix de toutes les denrées seraient collectés auprès des courtiers (makelaars) et imprimés sous le sceau de la ville.

## Corruption du gouverneur, sédition et antisémitisme

### La corruption du nouveau gouverneur
Malgré plusieurs récits de contemporains dénonçant la corruption de Jean-Maurice de Nassau-Siegen, gouverneur de 1637 à 1644, c'est l'hagiographie commandée par son familier Constantijn Huygens à Caspar Barlæus, qui a inspiré une historiographie le vantant comme un mécène, bâtisseur, protecteur des minorités religieuses, des artistes et des entrepreneurs, image ensuite été relayée par Hermann Wätjen et Pieter Netscher, s'inspirant directement de Caspar Barlæus, puis par Charles Boxer dans son livre sur les Hollandais au Brésil évoquant son « génie » et le présentant comme un louable « prince humaniste sous les tropiques ».
Mais elle a été brutalement contestée en 2020 par un projet lancé par des historiens de l'Université de Leyde aux Pays-Bas, en dénonçant le caractère esclavagiste de la Nouvelle-Hollande au Brésil, sur fond de « débat suscité par le retrait d'un  buste de Nassau-Siegen du musée Mauritshuis ».
Ces historiens ont produit des documents inédits prouvant que Jean-Maurice de Nassau-Siegen a considérablement augmenté son patrimoine en acquérant des nombreux esclaves, dont une grande partie a été revendue à l'oligarchie portugaise restée à Récife malgré l'arrivée des Hollandais.
Financé sur la fortune personnelle du gouverneur selon lui, le Palais de Fribourg, bâti entre 1640 et 1643 avec de hautes tours défensives, est réquisitionné dès son départ pour servir de caserne fortifiée et la direction de la WIC préfère de ce fait éviter les conflits avec lui.
Ces documents confirment aussi les profondes dissensions entre le gouverneur et la direction de la WIC, qui a exigé son rappel dès 1642 ou dès 1641 selon les historiens, lui donnant un an et demi à deux ans pour préparer son retour aux Pays-Bas et finaliser les nouvelles fortifications créant la ville de Mauritstad.« Il ne conçoit pas son Brésil sans l'infrastructure de la colonisation portugaise » et les documents montrent qu'il a pris le parti de l'oligarchie locale portugaise et accepté ses pots-de-vin.

### L'émergence de Mauricestaadt en 1643-1644

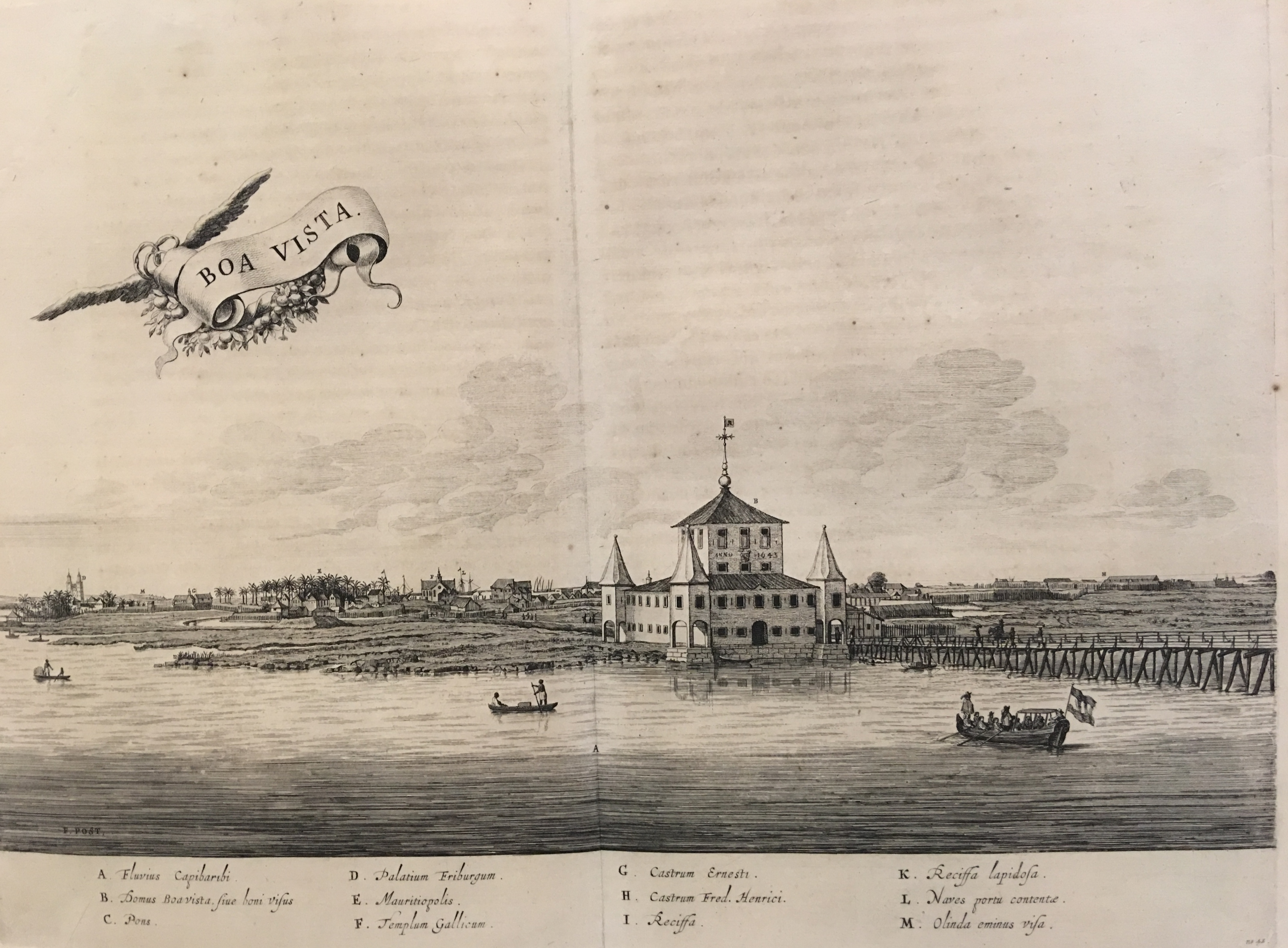
Gravure du château-palais de Boa Vista, par Frans Post (1647).

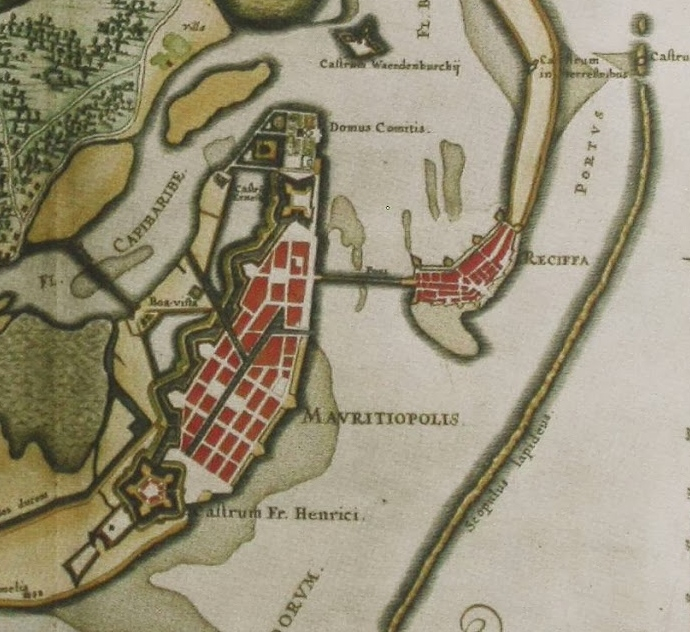
Carte anonyme de Recife en 1644, sur laquelle on peut voir le palais "Boa Vista", à côté du pont en bois.

Après avoir brûlé Olinda en 1630, les Hollandais s’étaient regroupés sur la presqu’île de Récife, qui servait seulement de port de pêche naturel aux Portugais, et prévoient d'occuper l'île d'Antônio Vaz à 5 km au sud, qui n'abritait encore que le Convento de Santo Antônio. Mais dans les années 1630, ils se sont limités à y bâtir le Forte Ernesto, en reprenant les pierres du couvent, et Fort Frederico Henrique. Une version 1639 de l'Atlas Vingboons attribuée à l'architecte Pieter Post, atteste du projet d’urbaniser la zone entre les deux forts mais c’est seulement en 1641, qu’est ouvert l’avis public aux éventuels constructeurs et le 28 février 1644, peu avant le départ du gouverneur lui donnant son nom de Mauritstad, qu’est inauguré le pont en bois de 180 mètres la reliant à Récife, le (pt)Ponte Maurício de Nassau.
Le palais de Fribourg (Vrijburg en néerlandais), bâti entre 1640 et 1643, est aussi un ouvrage défensif de trois étages, protégé par des canons, un grand fossé et, au sud, le fort Ernesto. Abritant un zoo et un jardin botanique, il surplombe la mer, surmonté de deux tours de 5 étages reliées par un passage couvert, l’une servant de phare et l’autre d’observatoire astronomique. Au retour de Nassau-Siegen aux Pays-Bas, en 1644, le Palais devient une caserne. Parmi les autres bâtiments de Mauritstad, la synagogue Kahal Zur Israel, première congrégation religieuse juive des Amériques, ainsi qu’un autre palais, le « Palácio da Boa Vista » appelé aussi « Redoute de Boa Vista ».
Une carte de 1647 de Georg Marcgraf, accompagnant l’hagiographie de Caspar Barlæus, vante les fortifications naturelles, s’inspirant en miniature du style urbain d'Amsterdam au début du XVIIe siècle, mais toutes les cartes de l’époque montrent un seul pont et seulement deux îles habitées, les autres ne l’étant pas, tandis que la gravure Boa Vista de Frans Post (vers 1647), montre un château fortifié plus qu’un palais d’artistes et que l’ inventaire portugais urbain de 1654 atteste que la plupart des bâtiments de Mauritstad sont restés cantonnés à la partie de l’île abritant l’ex-couvent.

### Discriminations et persécutions entre juifs, catholiques et protestants
La liberté de conscience et de pratique religieuse avait été accordée bien avant l'arrivée du Gouverneur Nassau-Siegen, notamment dans la capitainerie de Rio Grande. Ce dernier va accorder aux planteurs catholiques le droit de participer à des assemblées consultatives locales en août-septembre 1640.
La proportion de Juifs dans la population à l'époque hollandaise du Brésil n'est pas connue, malgré l'endogamie : les autorités hollandaises tolèrent dans un premier temps deux projets de synagoges, puis interdisent aux juifs de chercher à convertir des chrétiens et donc d'en épouser, tandis que les Portugais utilisent l'antisémitisme pour renverser l'administration hollandaise. Des documents prouvent que les déclarations de 1654 du nouveau gouverneur portugais Francisco Barreto de Menezes évoquant 5 000 juifs au Brésil n'étaient que pure invention de propagande et incompatibles avec les données démographiques.
Bien avant la fin de l'intermède hollandais au Brésil, dès les années 1640, les persécutions remplaçant la liberté religieuse promie et vantée dans l'hagiographie de Jean-Maurice de Nassau-Siegen. De nombreux juifs du Brésil se convertissent alors au catholicisme, fuient vers les Antilles ou repartent à Amsterdam et « la question est loin d'être secondaire au plan économique dans l'histoire du Brésil », selon l'historien français François Souty. Les juifs hollandais venus au Brésil avaient des motivations « missionnaires » envers les nouveaux-chrétiens portugais, ce qui « déstabilisa momentanément » un équilibre fragile entre nouveaux et vieux chrétiens portugais, les seconds disposant déjà de priorités pour monter dans l'échelle sociale. En brandissant une menace juive, l'Inquisition catholique du Brésil a joué alors sur ces barrières entre nouveaux et vieux-chrétiens, les premiers sentant leur assimilation remise en cause par l'évocation d'une différence, entretenue par les suscpicions, dénonciations puis arrestations et condamnations. Au cours de cette période, les tenants de l'orthodoxie religieuse, tant juive que catholique ont « provoqué le trouble à place de la stabilité qu'ils étaient censés garantir ».
L'antisémitisme ibérique était ancré depuis deux siècles. La fin de la reconquête de la péninsule ibérique sur les sarrasins en 1492 avait motivé le décret d'expulsion d'Espagne de 100 000 juifs, réfugiés au Portugal et au Pays basque. Et dès 1496-1497, Manuel Ier les avait à son tour exilés, tandis qu'une partie continuèrent à pratiquer le judaïsme en secret et devinrent des marranes ( « porcs » en espagnol en référence à l'interdiction de manger cet animal dans le judaïsme et l'islam).
Au total à peine 30 000 Portugais au total s'étaient installés au Brésil au XVIe siècle, en majorité des bannis et délinquants récidivistes, sans orientation religieuse particulière, ce qui avait amené en 1560, le Jésuite Nóbrega à dénoncer au souverain Dom Sebastião 1er une politique « consistant à peupler cette terre de bannis dont la majorité méritaient la mort et dont la seule occupation est de faire le mal »,. Seuls un petit nombre de conversos s’étaient établis au Brésil, dans différents secteurs, surtout après 1600, mais l'antisémitisme en fait les "commerçants de l'Amérique latine", accusés d'être à l'origine de l'Union-Ibérique fondée en 1580 et du long conflit qui durait depuis avec les Pays-Bas. Dans l'Empire espagnol, ils sont soupçonnés d'être « les agents des Hollandais qui s'infiltrent » et quand le Portugal fait scission le 1er décembre 1640, des textes dénoncent cette collusion « à Bahia, Olinda, Pernambouc et partout où les Hollandais pénètrent dans l'Empire portugais ».
Au même moment, vers 1640 Nassau-Siegen donne aux Portugais, majoritairement catholiques, le droit d'envoyer des représentants dans les capitaineries, « formant de vraies chambres consultatives ». Ces derniers reprochent à la communauté juive de s'entraider et, de ne pas porter pas d'insignes spéciaux comme en Europe et de s'entendre pour ruiner les concurrents chrétiens. En 1642, un Juif est même lapidé.
Les juifs étaient présents dans l’armée hollandaise dès les débuts, comme Antonio Dias Papparobalos, ex-commerçant du Pernambouc revenu en Hollande peu avant 1630 puis reparti pour l'attaque de Recife, à laquelle participe aussi le sous-officier Moyses Navarro. Les Portugais en font des épouvantails pour débuter rapidement les persécutions.
Dès la fin 1637, l'Inquisition poursuit des juifs du Brésil hollandais, quand Salvador de Neves, converti au catholicisme, dénonce des cérémonies de plusieurs juifs « venus de Hollande », dans la maison du capitaine juif Moises Neixto six mois plus tôt à Bahia, où l'année suivante l'officier hollandais Joannes Marsichal déclare qu'il ne doit pas y avoir de synagogue, même si aucune trace d'un projet de ce genre n'existe. À Recife, malgré l'article 15 de la charte de la WIC garantissant la liberté de religion, et à la suite des plaintes du Clausis, organe directeur de l’Église réformée au Brésil,, un arrêt de 1638 exige que les célébrations juives soient transférées vers domiciles privés,, tandis qu'un autre de juin 1641 interdit de construire de nouvelles synagogues, peu avant que les deux seules existantes soient inaugurées, début 1642, l'année où un juif est lapidé. Leur construction a pris cinq à six ans. Environ 200 juifs sont arrivés en 1642 pour l'inauguration de la Synagogue Kahal Zur Israel, menés par son célèbre rabbin, Isaac Aboab da Fonseca, personnalité d'Amsterdam dont il a fallu doubler le salaire pour qu'il accepte cette mission. Elle sert dès 1645 de refuge aux juifs isolés des autres régions, l'année où sa faillite oblige à hypothéquer son bâtiment. Sur l'île jumelle de Mauritstad, la synagogue Maghen Abraham (bouclier d'Abraham) lui est rattachée en 1648, 4 ans après l'achèvement du pont reliant les deux îles. Le 26 janvier 1649, une lettre d'Amsterdam menace de couper les financements si cette fusion n'a pas lieu. Les juifs de Recife, souvent commerçants, était pour la plupart dans la rue Rua dos Judeus.
Le sort risqué des juifs hollandais a servi de prétexte à la trêve luso-néerlandaise du 12 juin 1641, censé apporter « des avancées considérables »: des clauses prévoient qu'ils peuvent circuler librement et soient exemptés de confiscation par l'Inquisition en cas d’arrestation de leurs correspondants nouveaux-chrétiens, détail qui contribue à la paranoïa antisémite. Ces promesses sont trahies rapidement. Dès octobre 1644, Isaac de Castro Tarta est arrêté par l'Inquisition à Bahia, après avoir été reconnu comme juif par des catholiques ayant visité la synagogue de Recife. Extradé au Portugal, il est exécuté en 1647, martyre qui « eut un retentissement extraordinaire ». Le procès d'un autre juif du Brésil hollandais, Isaac de Castro, lui aussi brûlé vif, avait commencé en 1645 à Lisbonne. Et dès les négociations de la trêve de juin 1641, Gaspar Bocarro, juif d'Amsterdam, avait écrit à l’ambassadeur portugais Tristan de Mendonça Furtado, pour se placer à son service. Ramené à Lisbonne dans le cortège diplomatique, il y fut arrêté et interrogé par l’Inquisition, composée de prêtres philippins contestant la mansuétude supposée du nouveau monarque portugais envers les juifs. Il en dénonce une centaine et la totalité vit à Livourne, Hambourg et Amsterdam. Mais son ami de jeunesse à Lisbonne et Amsterdam, Miguel Frances (1630-1654), est lui jeté dans les prisons de l’Inquisition dès son retour à Lisbonne le 25 février 1646, accusé d'avoir au Brésil espionné pour les Hollandais et pratiqué publiquement le judaïsme. Il avait pourtant été le premier à y renoncer dès 1641 ou 1642, bien avant les nombreux convertis de 1645, inquiets des progrès l’insurrection portugaise. Lui aussi dénonce massivement des juifs, en 1647, mais sur ses 130 victimes, la majorité réside à Hambourg (57) contre 39 à Amsterdam et seulement 33 au Brésil.
Côté Portugais du Brésil, lors de l'insurrection générale lancée à partir de 1644 contre les Hollandais, les nouveaux-chrétiens « restent généralement fidèles et loyaux à l’égard du Portugal » et financent même les expéditions de secours envoyées par la métropole portugaise. Une "Compagnie Générale de Commerce du Brésil" est particulier créée par père Antonio Vieira, financée par les hommes d’affaires nouveaux-chrétiens de Lisbonne et de Porto, et outil important des guerres de reconquête des Portugais au Brésil, victorieuses au début de l'année 1654, lorsque tombent les deux îles ou sont situées les deux seules synagogues, mais sans entrainer le départ immédiat de tous les juifs.
Une interprétation erronée d'un poème de Daniel Levi de Barrios, chantre des notables juifs et chrétiens d'Amsterdam, a fait croire à l'existence d'un rabbin et donc d'une synagogue à Itamaracá, d'où seraient venus les Juifs censés avoir accosté à la Martinique selon un texte également erroné du père Du Tertre. Le départ de 23 juifs du Brésil en 1654 à la La Nouvelle-Amsterdam, où ils arrivent le 7 septembre 1654, est par contre avéré. Ils ont échappé à l'exécution de treize juifs par les portugais, dont un brûlé vif, tout comme Isaac Aboab da Fonseca, qui parvient à rentrer à Amsterdam, où il fonde la grande mosquée. Parmi eux, Moses Ambrosius, Judith de Mereda, Ricke Nounes, Abraham Israël et Johannes Megalopolensis, qui sera rabin à Manhattan et son épouse Machteld Willems. Leur départ est involontaire, a pour destination la Hollande, mais ils sont détournés en route par des pirates, qui jettent leurs bagages car ils sont trop pauvres pour dédommager leur transport. Deux semaines après leur arrivée, le gouverneur de la La Nouvelle-Amsterdam Pieter Stuyvesant écrit aux Pays-Bas pour les présenter comme des ennemis des chrétiens. En janvier 1655, ils écrivent à leur tour pour réclamer les mêmes droits qu'aux Pays-Bas.
La politique de Rome exigeant l’interdiction des mariages avec des protestants était en vigueur au Brésil, et les mariages mixtes ont fait l’objet de beaucoup de harcèlement et de violence, même si dans des périodes postérieures, les Portugais ont ensuite finalement considér certains de ces mariages comme positifs. L'historien Stuart Schwartz a noté une quinzaine de mariages mixtes, seulement constatés par des sources portugaises. Le récit de Cosmo de Moucheron sur la reddition de Serinhaem aux Portugais sous Martin Soares Moreno en 1645, affirme que ceux-ci ont tracassé particulièrement « les femmes mariées à des hommes hollandais ».
En février 1636, Jan Wijnants a acheté un moulin à sucre abandonné mais détruit dès juin 1636 par les Portugais, qui tuent sa femme. Caspar van der Leij, autre Hollandais marié à une portugaise, est lui épargné car converti à la religion catholique et se voit propose de rallier l'insurrection portugaise. Deux semaines plus tôt, Christophe Artichofski, commandant des forces néerlandaises, observait que les rebelles portugais ont seulement pillé les maisons des Hollandais.
L'historien Evaldo Cabral de Mello a étudié le conflit entre les Portugais réfugiés au sud-Brésil, qui se sont fait confisquer leurs plantations de sucre, et ceux restés en territoire pris par les Hollandais, qui les ont rachetées et vont ensuite tenter de les conserver en déployant d'énormes efforts en faveur de la reconquête dès qu'elle semble assurée en 1644-1645, afin de prouver qu'ils y ont joué un rôle centrale et patriotique.
Au même moment, le ressentiment chez les Portugais causé par les mariages mixtes ou encore l’imposition de règles du mariage calviniste a contribué à la rébellion portugaise en 1645, tout comme la campagne de l’Église réformée pour essayer de convertir des catholiques. Dès février 1637, des dignitaires protestants aussi s'étaient inquiétés de mariages mixtes non signalés, dans le sillage du souci exprimé le siècle précédent par cette religion de les éviter. Les autorités néerlandaises ont ensuite interdit les mariages mixtes Néerlandais-Amérindiens au Ceara, craignant qu'ils n' irritent aussi les Amérindiens, et s'attirant une réputation de puritains.
En janvier 1642, Adriaen van Bullestrate a ainsi rencontré des planteurs portugais se plaignent que Jacob Kien, shérif néerlandais du district, les décourage de coucher avec leurs esclaves et leur a répondu qu’ils pouvaient épouser [les esclaves] et qu’ils n’auraient alors aucune difficulté avec lui » et en 1643, Nassau-Siegen a fait emprisonner puis rapatrier Charles de Tourlon, suspect car ayant épousé une portugaise.

## Expédition des brésiliens en Angola
En Angola, le conflit opposant Portugais et Néerlandais « eut pour conséquence la réduction considérable du commerce des esclaves, puisque les caravanes ne parvenaient plus jusqu'à Luanda », prise « pratiquement sans combat », mais en manque d'eau potable et cultures vivrières: les Néerlandais, confinés sur la côte, ne disposaient pas de quoi nourrir soldats ou esclaves et subissaient de plus les répercussions des tensions politiques et commerciales aux Provinces-Unies, où on leur refuse les réformes et renfort demandés par gouverneur, qui est sanctionné dès avril 1642.
Malgré plusieurs tentatives de trêve, en mai 1643 ils pillent un campement des Portugais réinstallé aux portes de la ville, dont plusieurs, faits prisonniers, sont envoyés au Brésil. À la fin de leur occupation de Luanda, la situation « était donc dégradée aussi bien pour les Portugais que pour les Néerlandais ». Les premiers, « en s'appuyant sur les riches exploitants de sucre de Rio de Janeiro », trouvèrent un plan pour chasser les seconds, mis en œuvre par Salvador Correia de Sá et exprimée par le jésuite António Vieira, qui affirmait que « sans esclaves il n'y a pas de Brésil et que sans Angola il n'y a pas d'esclaves ».

## Guerres de reconquête des Portugais du Sud Brésil

### L'offensive manquée de 1638-1640
Contesté à Récife par la population portugaise, Jean-Maurice de Nassau-Siegen espère le soutien d'une classe moyenne blanche plus diversifiée (maîtres sucriers, contremaîtres, artisans, producteurs de denrées alimentaires). Dans ce but, il vend aux enchères les plantations portugaise en friche à un prix moyen de 30 000 à 40 000 florins, d'où une collecte modeste, de 2 millions de florins avec une politique de crédit innovante pour le Brésil de l'époque. Mais c'est un échec : très peu de Hollandais participent, la plupart des acquéreurs sont des planteurs portugais qui espèrent rapidement ne pas avoir à rembourser ces emprunts, grâce à une éviction des Hollandais par l'Espagne et le Portugal.
Dès 1639 a ainsi lieu la première conspiration de Portugais du Pernambouc, qui spéculent sur l'arrivée attendue d'une flotte hispano-porlugaise. Plusieurs meneurs sont emprisonnés. L'apaisement recherché en les déportant à Salvador de Bahia ne fait que conforter le front anti-hollandais.
Entre temps, dès 1637 Jean-Maurice de Nassau-Siegen a poursuivi les assauts contre les guérilleros portugais, au nord du fleuve Sao Francisco, prenant le district de Ceara, ce qui lui permet de vanter le fait que la moitié des capitaineries du Brésil étaient désormais entre leurs mains. Le 6 avril 1638 a été lancé un autre assaut, contre Bahia, capitale portugaise du Brésil, avec 31 navires et près de 5 000 hommes, dont au moins 800 alliés autochtones. Après que les troupes eurent débarqué à quelques kilomètres de Bahia et pris quelques forts portugais, la bataille dura une quarantaine de jours, les Portugais tombant dans des embuscades et ne parvenant pas à s'emparer des batteries de canon, puis perdant près de 250 hommes, ce qui les force au repli.
Nassau-Siegen écrit le 9 juillet 1639 aux États généraux pour déplorer le manque de vivres et n'avoir que 3 000 hommes à opposer à la flotte hispano-portugaise assemblée à Salvador de Bahia par des militaires espagnols de Buenos-Aires: 86 bâtiments, près de 15 000 hommes commandés par (pt) Fernando de Mascarenhas. Ils seront écartés de justesse le 12 janvier 1640 par la flotte hollandaise à la hauteur de la capitainerie de Tamarica, après une bataille navale de 5 jours.
Peu après a lieu au Sud de l'Angleterre la bataille des Downs, ou bataille des Dunes, du 21 octobre 1639, qui cause des pertes humaines énormes : 15 200 morts et 1 800 prisonniers selon les rapports de l'époque, estimation révisée désormais à 7 000 marins et soldats tués et 2 000 autres capturés pour les Espagnols et entre 500 et 1 000 morts pour les Hollandais.
Les 95 navires hollandais de l'amiral Maerten Tromp et du vice amiral Witte de With, détruisent 32 grands vaisseaux espagnols, ce qui place soudain l'emprise espagnole en Amérique du Sud en danger, le vice-roi du Pérou écrivant le 1er janvier 1640, que les Hollandais pouvaient se rendre à Callao sans être découverts, tandis que les habitants ont massivement fui Lima dans les montagnes, emportant leurs objets de valeur.
Les Portugais, excédés par les remous de l'Union ibérique dont ils sentent la fin approcher, ont fait peu effort pour collaborer à une nouvelle campagne brésilienne contre les Hollandais. En raison du manque d’hommes et de navires, Don Fadrique de Toledo, nouveau comme commandant de l’armada, refusa d’être responsable plus longtemps et se brouilla avec le premier ministre Olivares, qui l’a fait mettre en prison, où il est décédé quelques mois plus tard.
Finalement, une « flotte hispano-portugaise combinée de quarante voiles » fut confiée à Fernando de Mascarenhas, nommé gouverneur du Brésil en janvier 1639 avec l’objectif ambitieux de reconquérir la partie néerlandaise où « la population a paniqué » et « enterré l’argent-métal dont elle disposait ».
Fernando de Mascarenhas a quitté Bahia en novembre 1639 avec 87 voiles, 4 000 marins et 5 000 soldats, mais la mortalité à bord de la flotte ibérique fut très élevée et, bombardée agressivement au large des côtes du Nord du Brésil, elle échoua à remporter la bataille navale de plusieurs jours qui eut lieu en janvier suivant, face à l’amiral néerlandais Willem Cornelisz Loos, qui y fut tué. Les vents et l'extrême chaleur obligent à un repli espagnol.
Les lourdes pertes au cours de cette succession de grandes batailles font que la WIC est dès lors en perte de vitesse militaire dans l’Atlantique à partir de 1640. La dernière expédition d’une certaine taille fut celle de Cornelis Jol, visant à intercepter une flotte d'argent espagnole au large de La Havane avec 26 navires, mais victime d'un ouragan le 11 septembre 1640, de telle sorte que c'est finalement 200 Hollandais qui seront faits prisonniers.
Le 26 mars 1640, un renfort de 27 navires et 1 200 hommes, des amiraux Lichtbart et Jol, est envoyé au Brésil par la WIC avec pour mission de s'emparer de Bahia mais elle se limite à piller les environs car Nassau-Siegen s'y oppose, avant d'écrire, sans succès, les 8 mai et 11 septembre aux États généraux pour réitèrer sa demande d'être rappelé aux Pays-Bas.
Aux Provinces-unies et dans les colonies néerlandaises, on pensait que la fin de l'Union ibérique affaiblissait les Espagnols, mais l'absence d’un front commun n’a pas empêché le Conseil des XIX de la WIC, parmi lesquels 8 d'Amsterdam, 4 de Zélande (Middelburg), 2 de Rotterdam, 2 de Hoorn, 2 de Stad et 1 de Groningue d’écrire une lettre au gouverneur du Brésil Maurits en avril 1641, qui suggérait d’ajouter rapidement quelques conquêtes, celles de Bahia étant jugée prioritaire. Mais le gouverneur avait déjà décidé, de son propre chef, la prise de la capitainerie de Sergipe del Rey, à sa frontière sud, tandis que le Conseil du Brésil a décidé au même moment, de son propre chef aussi et « après un long débat », de s’emparer de Luanda, avec pour objectif de frapper l’empire espagnol et ses mines d’argent, pour achever définitivement la machine de guerre espagnole, reprenant le thème souvent entendu depuis la fondation de la WIC.

### Répit apporté par la Restauration portugaise
La guerre de Restauration (Portugal) qui met fin à l'Union ibérique à Noël 1640, a ses racines au Brésil. De 1600 à 1620, l'Extrême-Orient et les épices avaient « échappé à peu près au Portugal » mais, mais sans trop de ressentiment, car le développement du Brésil sucrier avait fait plus que compenser les pertes subies en Extrême-Orient permettant qu'un « second Empire » brésilien se mette en place. Mais en 1624 puis en 1630, ce « second Empire » brésilien fut soudain remis en cause par les Hollandais, en rébellion contre l'Espagne, provoquant au Portugal un fort ressentiment contre l'union ibérique des deux couronnes, qui « n'a jamais été populaire » au Portugal à l'exclusion de l'aristocratie, et qui est jugée responsable des troubles causés par les Hollandais. En fermant Lisbonne aux flamands révoltés, la couronne portugaise inféodée aux Espagnols les aurait dans un premier contraints d'aller chercher aux Moluques, à partir 1598, les précieuses épices jusqu'alors achetées à Lisbonne. Et de là, estiment les Portugais, les Hollandais se sont enhardis en attaquant l'Atlantique, leur conflit avec l'ancien maître espagnol n'étant toujours pas réglé.
Même la Compagnie de Jésus, pourtant historiquement liée à l'Espagne, devient un facteur décisif dans l'insurrection qui éclate à Lisbonne en décembre 1640, en obtenant le ralliement de Salvador de Sá, gouverneur de Rio de Janeiro, malgré l'importance des intérêts esclavagistes qu'il met ainsi en risque, car la scission d'avec l'Espagne fragilise le Brésil portugais sur le plan militaire. Les Jésuites portugais ont suivi le peuple, car ils sortaient tout juste d'un grand conflit avec les colons du Brésil méridional, à propos des Amérindiens réduits en esclavage aux Paraguay. Opposés aux chasseurs d'esclaves paulistes, appelés « bandeirantes », les Jésuites furent chassés de São Paulo, malgré l'appui de la Couronne d'Espagne, qui défendait les Amérindiens depuis le milieu du siècle précédent.
En décembre 1640, le Portugal se soulève contre les projets d'anéantissement de son indépendance politique administrative et économique d'Olivarès, Premier ministre des Habsbourg. Un complot des fidalgos de la plus haute aristocratie portugaise, dite les 40 Conjurés, s’empare du palais royal à Lisbonne, et emprisonne la vice-reine Marguerite de Mantoue et ses ministres et secrétaires d'État. Le principal de ses conseillers est jeté par la fenêtre au peuple en délire. Les troupes castillanes et portugaises n'offrent pas de résistance et une procession conduite par l'archevêque de Lisbonne, conduit le même jour le peuple et les aristocrates à la cathédrale, pour célébrer le nouveau roi de Portugal Jean IV. Après le Portugal continental, les îles européennes, les Açores et Madère, et reste de l'empire colonial portugais (Brésil, Angola, Cap-Vert, Mozambique, Inde portugaise, Ceylan, Timor, etc.) l'acclament à leur tour.
L'aide militaire promise en France par Richelieu, n'est même plus nécessaire, et reste strictement diplomatique. Une trêve de 10 ans fut signée à la Haye le 12 juin entre le Portugal et la Hollande, grâce à l'intercession de grands négriers portugais, c'est la trève luso-néerlandaise de juin 1641, qui s'inspire de la précédente trêve de Douze Ans signée en 1609. C'est l'œuvre des négociations de l'ambassadeur Tristan de Mendoza de Furtado. Durant toute cette période, Francisco de Sousa Coutinho, nouveau chef de la diplomatie portugaise et fils de Gonçalo Vaz Coutinho, qui détenait l'asiento pour approvisionner l'empire espagnol en esclaves jusqu’en 1609, s'active à Amsterdam et dans les cours européennes en faveur de la souveraineté de Lisbonne sur l’Angola et le Brésil. La nouvelle de la trêve ne parvient à Récife que le 3 juillet 1641, mais le gouverneur en était informé bien avant.
Un traité commercial luso-anglais de janvier 1642 suit, beaucoup plus important, mais contesté par le Parlement anglais entré en rébellion contre le roi d'Angleterre Charles Ier. Ce volontarisme diplomatique du nouveau roi portugais permet tout d'abord d'atténuer la guerre avec l'Espagne qui suit: c'est d'abord une série d'escarmouches frontalières entre 1640 et 1659, et un conflit plus sérieux seulement après le traité des Pyrénées de 1659, quand Mazarin livre le Portugal à Madrid en échange du Roussillon catalan.
Ces différents accords sont cependant fragiles. La trêve luso-néerlandaise de juin 1641 n'est généralement pas bien accueillie non plus aux Pays-Bas, où la WIC aurait préféré continuer l'état de guerre et où les Néerlandais sont divisés. Nassau-Siegen y est jugé trop proche des élites portugaises de Récife et on juge « le Portugal affaibli après la Restauration de 1640 », d'autant que cet éclatement de l'Union ibérique était l'un des objectifs de la création de la WIC en 1621, selon l'historien Pierre Chaunu. Le Portugal cherche surtout désormais fébrilement « l'appui de la France contre le voisin espagnol », dans son désir de « reconnaissance diplomatique ». La France est même souvent présentée à Lisbonne « comme une alliée ou « amie » par nécessité » et le Cardinal Richelieu accepte en 1642 la demande de légalisation de l'esclavage présentée en Guadeloupe depuis 1638.

### Les rébellion de 1642 et 1643 au Maranhao et Ceara
À partir de l'été 1642, les régions du Maranhao et du Ceara se soulèvent contre les Hollandais en raison de mauvais traitements subis lors de l'invasion et la conquête par ceux-ci du Maranhao en novembre 1641.
Dès 1643, 450 soldats hollandais sont obligés de se réfugier sur l'île, pourtant pas très proche, de Curacao, où les vivres manquent mais d'où ils ne peuvent être transférés à Récife. Il est alors décidé de les envoyer beaucoup plus au Nord, à la Nouvelle-Amsterdam, dépeuplée par Guerre de Kieft contre les Amérindiens.
En 1643 aussi, les Hollandais confient à leurs alliés Amérindiens une expédition infructueuse, conduite par Rodolfo Baro et Johannes Blaer, contre le Quilombo de Palmarès,.

## Les débats de 1637-1645 autour de l'esclavage

### L'Asiento portugais suspendu en 1641 par les Espagnols
L'Asiento, contrat exclusif officiel d'approvisionnement de l'Empire espagnol en esclaves avait été une première fois suspendu en 1540 en raison d'intenses débats sur l'Histoire de l'esclavage. Un demi-siècle plus tar, l'expansion fulgurante de la mine d'argent du Potosi avait amené à sa reprise en 1586. Mais entre 1641 et 1662, cet Asiento, qui représentait une activité massive au début des années 1620, est une seconde fois suspendu, en raison de la Guerre de Restauration (Portugal). Les Espagnols ne le remplacent qu'une douzaine d'années plus tard, et par des autorisations individuelles données au cas par cas, dont sont évidemment écartés le nouvel ennemi portugais.
Ce n'est qu'un quart de siècle plus tard 1667 que l'autre ennemi, les Hollandais signeront un contrat d'Asiento, même si les années 1641 et 1642 voient un deux ports d'Angola pris par les Hollandais du Brésil, à l'insu de la direction de la WIC, en graves difficultés financières, qui vont durer: en 1655, son cours à la Bourse d'Amsterdam ne représente plus que 10 % de la valeur initiale.
Après 1667, ils vont livrer à l'Empire espagnol environ 4 000 esclaves par an, consacrant l'expansion de Curaçao comme une place négrière, après un sextuplement des commandes espagnoles par rapport aux quatre années précédentes. Des firmes hollandaises privées tenteront d'exécuter mais ne parviendront à livrer que la moitié du nombre esclaves commandés par les espagnols.
En 1672, les troupes françaises envahissent les Pays-Bas, au début de la 3e guerre anglo-néerlandaise (1672-1674): la WIC est acculée à la faillite dès 1674 malgré ses premiers succès militaires, car les subventions gouvernementales lui sont supprimées et la traite négrière ne lui rapporte que depuis le début des années 1670. Les autorités politiques décident en 1674 sa dissolution mais il est finalement préféré d'en reconstituer une nouvelle car les contractants privés de 1668 s'étaient disputés, causant une accumulation temporaire de 3 000 esclaves à Curaçao, tandis qu'une partie des commandes espagnoles ont été livrées à la France. Le négociant Balthazar Coymans est ainsi traduit devant les juridictions de la WIC puis de la Justice à la suite de ces erreurs. Les années 1679 à 1687 sont ensuite les plus stables et les plus prospères pour les négriers hollandais travaillant pour l'Espagne.

### Proposition de 1638 sur l'éventuel recours au trafic d'esclaves
Au printemps 1638, la WIC est en faillite. Son conseil d'administration se voit proposer de la lancer dans le trafic d'esclaves. La proposition fait valoir que ce trafic sera équitablement partagé entre les différentes chambres de la WIC et rendu possible par l'acquisition de grands navires capables de transporter chacun 350 à 400 esclaves, combiné pour chacun avec au moins un navire plus petit permettant de remonter les rivières pour trouver des sources d'approvisionnement en esclaves, sans préciser lesquelles.
Un autre document suit un peu plus tard, proposant aux directeurs de la WIC d'approuver ce « lancement dans le trafic d'esclaves », mais sans risquer de remettre en cause le commerce de la poudre d'or avec les Africains au Fort Elmina, pris aux Portugais à l'été 1637. Les esclaves seraient recherchés 200 km à 300 km plus à l'est, à Ardra et le long du Rio Calabria, dans l'actuel Bénin et l'actuel Nigéria, sur la "Côte des esclaves", par ces nouveaux navires qui auparavant ferait étape au Fort Elmina puis partiraient directement déporter les Africains en Amérique.
En octobre 1639, les directeurs de la Chambre de Zélande obervent à nouveau qu'« on envisage d’ouvrir partiellement la traite des esclaves». Mais ces projets « se révélèrent insatisfaisaisants ». Et quelques mois après que le projet ait refait surface, il se heurte au blocage théologique de pasteurs éminents de la Zélande, comme Godefridus Cornelisz Udemans et Georgius de Raad, tous disciples de Voetius et pasteurs dans des villes qui deviendront au siècle suivant importantes pour le commerce des esclaves.
Dans un vademecum publié en 1640, à la demande de VOC et WIC, pour les marchands et les marins,, confrontés à l'arrivée de Noirs pris par les pirates sur les navires négriers espagnols et portugais, Godefridus Cornelisz Udemans souligne que les esclaves sont comme les autres hommes créés à l'image de Dieu, ne peuvent être vendus, et doivent bénéficier du statut de l'Engagisme. Le livre estime que les païens faits prisonniers de guerre ne pouvaient être vendus comme esclaves que dans des cas précis: « s'ils sont capturés dans une guerre juste » et à condition de leur donner une chance de pouvoir se convertir au christianisme, et, dans ce cas, de leur appliquer le statut de l'engagisme, c'est-à-dire d'être libéré après sept ans de travail,.
Selon lui, un chrétien n'a pas le droit de réduire en esclavage un autre chrétien, les esclaves ont le droit de fuir en cas de mauvais traitement et surtout ils doivent être baptisés.
Finalement, devançant la trève luso-néerlandaise de juin 1641, Jean-Maurice de Nassau-Siegen s'empare de Luanda en août 1641. Un nouveau gouverneur y est nommé, Pieter Mortamer, et il présente au second semestre 1641 des plans pour la construction de “baraques de transits” et de navires plus adapté au commerce négrier. Deux ans plus tard au Fort d'Elmina ces “baraques de transits” n'existent toujours pas.
Au même moment, à Curaçao, le directeur général Johannes van Walbeek, suggère en 1639 d'ouvrir l'île au commerce privé. Début 1642, il décède subitement, remplacé par Peter Stuyvesant, commissaire des magasins depuis 1639, qui réclame plus fermement encore d'ouvrir l'île au commerce, mais est rapidement envoyé dans une mission militaire pour tenter de reprendre Saint-Martin aux Espagnols.
Peter Stuyvesant avait débuté comme agent commercial à Fernando de Noronha, petite île du nord Brésilien, où les pirates hollandais avaient l'obligation de débarquer les esclaves trouvés sur des navires négriers portugais ou espagnols et en 1641, il avait été proposé que Curaçao remplace Fernando de Noronha. Mais un rapport de 1642 reprenant cette idée est désavoué par les actionnaires de la WIC. Il faudra attendre deux décennies et la fin des années 1650 pour qu'elle soit acceptée, un navire y déposant 330 esclaves en 1658.
Les débats continuent en 1643, au moment où deux administrateurs de la Chambre d'Amsterdam, Johannes de Laet et Abraham Willmerdon, présentent une proposition formelle, pour autoriser les marchands privés à faire du commerce avec l'Afrique, en signalant la concurrence des Anglais. À bien des égards, ce débat sur le libre-échange avec l’Angola reflète le précédent sur le libre-échange avec Brésil, avec à chaque fois la Chambre d'Amsterdam la plus militante en sa faveur et celle de Zélande, la plus opposée.
Peu après une brochure anonyme adressée à tous les actionnaires de la WIC dénonce le fait que « l’ouverture du commerce au Brésil fut  un désastre pour les finances », et que « maintenant, certains au sein de l’entreprise, sont désireux de faire la même chose en Afrique » malgré la « la folie de ce plan », voulant aveuglément concurrencer les Anglais, avec pour effet de « réduire les profits dans le commerce avec l’Afrique ».
La brochure reconnait que le monopole de la compagnie sur la traite des esclaves a fait en sorte qu'ils partent au Brésil, plutôt que vers l’Amérique espagnole, où le « Roi d’Espagne ne reçoit maintenant plus d’esclaves pour travailler ses mines d’or et d’argent », ce qui est surtout la conséquence de la fin de l'asiento causée par la rupture hispano-portugaise et estime donc que le remède de la libéralisation serait pire que le mal, souligne l'auteur anonyme qui pointe aussi les problèmes d'administration au sein de la WIC.

### Les publications d'Arciszewski et Moreau
Au début des années 1640, de très nombreux écrits circulent alors, pamphlets, courriers, pétitions, documents diplomatiques, témoignant des dissensions, sur l'esclavage et la politique au Brésil, entre Espagnols, Portugais, Luso-brésiliens “Castillans” et Hollandais, qui « frappent par leur rapidité et par leur volume ».
Mars 1639 voit le retour au Brésil, le colonel et cartographe polonais Christophe Arciszewski, héros de la guerre de 1630-1636 contre les forteresses d'Arrayal (1635), Porto Calvo (1636) et Nazareth, à qui la WIC a consacré obélisque et médaille.
Nommé vice-gouverneur, il fortifie la colonie et critique sa corruption, s'attirant la détestation de Nassau-Siegen, dont il désapprouve les choix militaires, et qui l'oblige à rentrer aux Pays-Bas. Mais la WIC l'y renvoie presque immédiatement avec le grade de général. Nassau-Siegen force le Conseil politique de la colonie à le congédier à nouveau, décision du Conseil non reconnue par les États généraux. Le scientifique Gérard Voss publie alors en 1642 à Amsterdam le journal d'Arciszewski, ce qui aggrave la disgrâce de Nassau-Siegen. La réhabilitation d'Arciszewski sera facilitée par l'intercession du roi polonais Władysław IV. Son livre, riche d'observations sur les tribus amérindiennes combattant au côté des Hollandais, est une critique violence de Nassau-Siegen, qui réplique en faisant publier en 1647 son hagiographie.
Dix ans plus tard, c'est le livre du Pierre Moreau (Brésil), mercenaire de l’armée hollandaise, critique radicale du virage esclavagiste de Nassau-Siegen. Bourguignon engagé trois ans pour la guerre contre les Portugais, il était devenu en août 1646 secrétaire de Michel Van Goch, l’un des quatre gouverneurs hollandais du Brésil, avant de rentrer en Europe en 1648. Son récit de voyage est accompagné du rapport de Roulox Baro, interprète au pays des Tapuias, ancêtre des métis Caboclo, d'abord réduits en esclaves puis utilisés comme cannibales nomades chasseurs d'esclaves. Le rapport a été retrouvé selon lui dans les archives de la WIC. Ce livre sera plus tard remarquée par les philosophes des lumières Montesquieu et Diderot. Il décrit l'enfer du travail des esclaves dans les moulins à sucre et propose une organisation du Brésil amendant celle de la WIC par une logique égalitaire dans la propriété et l’exploitation de la terre, les mines et le commerce. Moreau y souligne le rôle capital des engagés militaires de tous pays dans la WIC comme « rempart contre le risque portugais » avec pour revers de la médaille leur exploitation par la WIC, qui finalement les a affamé. L'historien Éric Tuncq a montré via ce document la crainte des hollandais d'être contraints à leur tour à l'esclavage par les Portugais.
Publiés la même année que le récit de Moreau, "Les Délices de la Hollande" de Parival, louent « l'image intellectuelle » de la Hollande, « terre favorisée par le brassage des peuples, l’accueil des exilés, l’esprit de tolérance », dont « l'activité littéraire, scientifique, technique et éditoriale technique fascine une République des Lettres qui monte en puissance ».

## La question des esclaves
Plusieurs estimations des importations d'esclaves au Brésil hollandais sont loin de faire l'unanimité car reposant sur des projections faites par les négriers pour tenter de convaincre la WIC de les autoriser en faisant miroiter une forte rentabilité. La bibliographie contemporaine en langue hollandaise est jugée plus solide. L'historien originaire du Pernambucano Antônio Gonsalves de Mello Neto la juge même « sans doute plus riche que la portugaise et de grande valeur documentaire ». Un grand nombre de colons portugais avaient fui vers les zones non néerlandaises du sud entre 1630 et 1637 et les Hollandais n'ont ensuite pas d'expérience de la traite négrière, tandis que beaucoup d'esclaves ont fui les plantations pour rejoindre des communautés de fugitifs dans la Montagne.
Le prix des esclaves était très fluctuant selon l'offre et la demande, et selon aussi leur âge et leur santé. Entre 1636 et 1645, leur valeur moyenne annuelle à Recife s'établit entre 155 et 482 florins mais atteint parfois un niveau bien plus élevé, entre 600 et 800 florins.

### Période 1621-1637
Selon l'historienne Hannedea van Nederveen, qui a souligné la richesse historique des archives du Musée historique juif d’Amsterdam et des journaux des voyageurs comme Johannes Nieuhof et Zacharias Wagner sur la question des esclaves au Brésil, « l’absence totale de connaissances des Hollandais dans le domaine de la canne à sucre et des esclaves », principale richesse du Pernambouc portugais, ne pouvait qu'entraîner un échec économique. De plus, ils ne pouvaient relancer les plantations de sucre, lorsqu'il en a été question à partir de 1637, qu'en obligeant les esclaves à revenir à une condition que ceux-ci avaient souvent abandonnée depuis des années. Durant la période précédente, les esclaves profitent en effet des raids et saccages hollandais pour fuir par milliers dans les forêts de la région de Barriga, dans l'actuel État de Alagoas, consolidant ainsi le quilombo de Palmares, existant déjà en 1605. Les noirs n'apparaissent sur les paysages de plusieurs peintres hollandais de l'époque, comme Frans Post (1612-1680).
De leur côté et pour la période suivante, les registres des échanges de la Compagnie Hollandaise des Indes Occidentales avec l’Afrique, « dont elle avait en ce temps le monopole, entre 1621 et 1636 montrent que, sur les 102 expéditions affrétées durant cette période, aucune n’a importé d’esclaves ». Mais « des marins hollandais patrouillaient le long des côtes » brésiliennes, et « pillaient les cargaisons d’esclaves dès leur entrée au port » car les Portugais « continuaient d’importer des esclaves » dans les parties du Pernambouc encore sous leur domination et au sud, à Bahia.
Selon l'estimation de Johannes de Laet, chroniqueur hollandais de la Compagnie des Indes Occidentales, « toutes les captures opérées par ces navires jusqu’en 1636 » dans l'Atlantique, en abordant des navires portugais, provenaient d’Angola. Les esclaves arrivés sont renvoyés vers Fernando de Noronha, un archipel brésilien, au large de Natal (Brésil), à 533 km de Recife, car la WIC ne souhaite pas que ses cadres soient corromptus ou détournés.
L'île de Curaçao est ensuite désignée en 1641 comme le lieu où les navires hollandais sont censés centraliser les esclaves capturés sur les navires portugais et espagnols abordés.

### Période 1637-1640
Ensuite, entre 1637 et 1646, « une petite majorité des 8 000 esclaves africains » arrivés au Brésil venait d’Afrique de l’Ouest, principalement de la future république du Bénin « et du delta du Niger ». Le flux annuel moyen, environ 800 par an, est alors divisé par cinq par rapport à la période de domination portugaise sans partage, de 1620-1624, selon John K. Thornton, professeur d'histoire de l'Université de Boston, spécialiste de la diaspora africaine et du monde atlantique, mais très concentré dans le temps sur deux années, 1642 et 1643.
C'est la période où Jean-Maurice de Nassau-Siegen effectue un lobying intense auprès d'Amsterdam pour obtenir la reprise de la traite négrière portugaise, en lui faisant miroiter un potentiel énorme de 15 000 esclaves exportés de Luanda par an, atteint en fait à 10 % seulement en 1642, plusieurs responsables hollandais locaux ayant réclamé au Royaume du Congo des pots-de-vin en échange d'un renversement d'alliance. Soutien depuis 30 ans des Congolais contre les Portugais, ils cherchent désormais à s'immiscer dans les conflits internes, menaçant de destabiliser le Congo, selon John K. Thornton.
Jusque là, les flux d'esclaves arrivés d'Angola au Brésil entre 1637 et 1642 sont très faibles, et au total « significativement plus bas » qu'à l'époque portugaise, même s'ils remontent ensuite. Les esclaves sont le plus souvent vendus à des Portugais qui n'avaient pas abandonné leurs plantations. Des cas de grands planteurs juifs s'étant ralliés à l'esclavagisme sont relevés. La WIC, elle, n'en utilise que pour l'entretien de ses forts. Le prix d'achat la mortalité lors des traversées (17 %) sont trop élevés pour garantir la rentabilité.
Jean-Maurice de Nassau-Siegen, nouveau gouverneur du Brésil, arrive à Recife le 23 janvier 1637. Le 4 août 1636, auditionné en Hollande par la WIC, il avait obtenu, un droit personnel de 2 % sur le butin enlevé à l'ennemi. Il exécute les ordres de la WIC, de continuer et amplifier la guerilla contre les Portugais, pour les chasser de la partie du Brésil qu'ils contrôlent encore. Mais la fronde croissante des planteurs sucriers Portugais de Récife, qui espère un redémarrage de la traite négrière, l'oblige à tenter des mesures pour les amadouer. Il fait bâtir un Palais pour montrer que la présence hollandaise sera durable, puis la Compagnie néerlandaise des Indes occidentales(WIC) est tcontrainte de nommer une commission chargée d'étudier les demandes de colons qui veulent importer des esclaves au Brésil, dont la trace existe dans les archives mais pas la décision prise.
Au Brésil, les Portugais avaient réduit les Amérindiens en esclavage dans certaines plantations, où des Africains leur avaient succédé en raison de l'insécurité suscitée par les tribus environnantes. À partir de 1637, les Hollandais ont besoin de ces Amérindiens pour chercher de l'argent-métal, du sel et éviter les camps d'esclaves fugitifs. Ils viennent alors à la rencontre des Améridiens avec des africains, pour signifier que seuls ces derniers seront esclaves.

### Période 1641-1646
Malgré les déportations massives d'esclaves noirs opérées par les Portugais au cours des trois premières décennies du siècle, leur nombre dans la colonie reste modeste quinze ans après la fondation de la Nouvelle-Hollande: en 1645, un recensement fait état d'une population de 12 500 habitants au Brésil Hollandais, dont 2 899 civils hollandais blancs, pour plus de la moitié habitants à Recife, 3 050 militaires, 3 583 Amérindien et seulement 2 671 esclaves noirs.
Le 23 février 1641, malgré la Restauration portugaise proclamée deux mois avant ou même grâce à elle, les États généraux demandent à Nassau-Siegen encore une expédition militaire contre les Portugais, sans préciser laquelle, mais en suggérant Bahia.
Celui-ci réagit rapidement quand cette demande lui parvient: le 30 mai 1641, vingt navires quittent le Brésil avec 2 000 soldats dont 200 Brésiliens parmi lesquels deux négriers Portugais à bord du premier navire hollandais, pour s'emparer le 26 août 1641 de Luanda, après une très courte résistance de la garnison. Un mois et demi plus tard, le 16 octobre 1641, ils prennent la colonie de Sao Taomé, rivale sucrière du Brésil, assiégée pendant 16 jours, mais ne parviennent pas à rentrer dans l'intérieur des terres, où les Portugais résistent et gardent le contrôle des principales bourgades
Cette expédition se fait à l'insu de la direction de la WIC, qui voulait en réalité attaquer Bahia, capitale de l’Amérique portugaise. Pour tenter de justifier son initiative, Nassau-Siegen la présente, dans un rapport du 29 octobre 1641 aux États généraux, comme permettant « la ruine du roi de Castille dans ses mines d'argent », du Potosi péruvien, qui depuis 1580 avaient recouru massivement à des esclaves d'Angola.
Le 11 novembre 1641, Jean-Maurice de Nassau-Siegen transmet aux États-généraux de Hollande une évaluation du grand-conseil de Récife sur le bénéfice que la reprise de l'exportation d'esclaves au départ de Luanda vers le Brésil rapporterait annuellement au trésor de la WIC: 2,1 millions de florins, net de frais et même 6,6 millions de florins, selon l'estimation annexée, et encore plus exagérée, d'administrateurs qui viennent d'être installés à Luanda par Nassau-Siegen. Parmi eux, Pieter Moorthamer, gouverneur de Luanda (1641-1642), écrit à la WIC en conseillant de recourir à des "experts" Portugais pour le trafic négrier et de fusionner les administrations de Luanda et de l'ex-fort portugais d'Elmina au Ghana. Espérant convaincre Amsterdam, Luanda fait le forcinge et même miroiter une estimation de 50 000 esclaves exportés par an, trois fois le record atteint à la fin de l'ère portugaise, en utilisant les mêmes méthodes: susciter des guerres inter-africaines via les "tributs" exigés sous menace de mort.
La WIC, prévenue de la corruption à Luanda, ne donne suite à aucune de ces demandes et maintient une administration distincte à Luanda et Elmina, puis informe Nassau-Siegen dès 1642 de son départ en 1644. À Luanda, les Hollandais n'exportent que 3 % à 10 % de ce qu'ils espéraient en 1642, principalement des captifs récupérés au Congo au prix fort par lots de 20 ou 30. Deux marchands anglais, Burchett et Philipps en prennent livraison après avoir proposé sans succès de livrer 2 000 esclaves à l'Espagne, tandis qu'un troisième, Fernand Franklin, s'est aussi proposé,. Fin 1643, Garcia II du Kongo accepte de livrer 1 200 prisonniers de guerre en échange de la participation militaire hollandaise pour mater une révolte du chef du district de Nsala,, dont 170 en pot-de-vin au gouverneur Cornélis Nieulant qui en obtient aussi du comte de Soyo, Dom Daniel da Silva.
Forcé de se replier à Gango sur la Rivière Bengo, l'ex-gouverneur de Luanda Pedro Cezar de Mezenes livre de nouveaux clients à Buenos-Aires et dans des régions encore peu explorées du Brésil. Il lance en 1642-1643 des raids contre divers "rebelles" du Congo puis attaque le Royaume du Congo lui-même, car il a refusé de livrer des esclaves. Profitant en août 1645 d'une expédition de secours de Francisco de Sottomaior, il s'empare par la force de 600 congolais. La WIC, constatant qu'une partie des captifs a fini sur un de ses navires, prend prétexte de factures impayées pour interdire tout navire vers ou à partir de l'Angola à partir de janvier 1646, mais Pedro Cezar de Mezenes affirme avoir exporté par la Rivière Kwenza et jusqu'au Pernambouc, alors à nouveau en guerre luso-hollandaise, les 2 000 prisonniers qu'il a effectués en battant la Reine Njinga en 1646, tandis qu'une vingtaine de navires anglais tentent de prendre le relais vers le Brésil en 1648-1649.
Le chaos suscité par la guerre civile qui démarre en Angleterre en 1641 a fait le bonheur des plantation de sucre des îles anglaises. Près de 4 000 personnes, suivant les cavaliers Royalistes, émigrent à la Barbade dans les années 1640 et y investissent des capitaux, avec un impact encore plus important que celui des négociants hollandais, ce qui fait doubler le prix de la terre chaque année. L'explosion de la production sucrière de l'île recourt d'abord aux engagés blancs, selon les propos des planteurs de l'époque compilés par les historiens. Les esclaves noirs s'y vendent encore un prix « prohibitif » et leur espérance est jugée faible mais l'année 1645 voit pour la première fois l'arrivée à la Barbade d'un millier d'entre eux en un an, le plus gros acquéreur étant le gouverneur James Drax. Côté Français, les gouverniers de la Guadeloupe et l'île de Saint-Christophe constituent eux aussi rapidement, dans les années 1640, des patrimoines personnels de plusieurs centaines d'esclaves.
Au Brésil hollandais, le prix des esclaves a au contraire chuté de moitié entre 1641 et 1645. Alors qu'ils y étaient tous vendus à crédit à la fin des années 1639, la proportion vendue au comptant est passée à 78 % en 1644 puis 100 % en 1645, les acheteurs fuyant l'incertitude très prochainement. Les exportations de sucre du Brésil sont divisées par 8 au cours des 7 premières années de la décennie 1640, ce qui permet aux prix du sucre à Londres de quasiment se maintenir durant toute la décennie malgré le boom sucrier de la Barbade.
| Années                                                 | 1641  | 1642  | 1643 | 1644 | 1645 | 1646 | 1647 |
| Exportations de sucre du Brésil vers l'Europe (tonnes) | 7,246 | 4,839 | 4,57 | 4,08 | 3,36 | 1,22 | 0,95 |

À peine relancée en 1639-1640, la production de sucre du Pernambouc a rechuté, divisée par deux entre 1641 et 1645, affectée par le climat politico-militaire qui se durcit, des inondations et une épidémie de variole importée d'Angola lors de la récolte de 1641-1642. En quatre ans, le trafic maritime avec les Pays-Bas revient de 56 à 14 navires par an, faisant gonfler à 5,7 millions de florins la dette envers la WIC des cultivateurs de canne qui commencent à espérer en être libérée par une probable reconquête de la colonie par les Ibériques.
Les plantations de sucre sont aussi très exposées aux variations climatiques, « la sécheresse, en particulier, qui nuit aux cannes » à sucre. Le grand essor de 1600 à 1630, marqué par un « doublement des quantités produites », est suivi brutalement par un arrêt puis une « coupe sombre à la suite des hostilités et des destructions de la guerre » opposant les Hollandais et les Portugais.
Face à cette succession de difficultés militaires, financières, sanitaires et climatiques, de nombreux planteurs de sucre jettent l'éponge et désinvestissent. Le prix des esclaves, qui sont alors principalement exportés, chute fortement au cours des saisons 1642-1643 et 1643-1644, avec deux baisses consécutives, de respectivement 47 % et 32 %. Il ne remonte que la saison suivante, avec la généralisation du conflit militaire qui bloque cette fois même les transactions. Il avait progressé brièvement de 80 % sur un an lors de la relance de l'activité en 1637-1638.
En juin 1644, des faillites sont enregistrées à Amsterdam, où doit revenir le gouverneur hollandais du Brésil Jean-Maurice de Nassau-Siegen, ses dépenses somptueuses alarmant les directeurs parcimonieux de la WIC, qui ont commencé à exiger le règlement des dettes des planteurs défaillants. Ce nouveau virage indispose les planteurs du Brésil qui se rallient à insurrection de Pernambucana de 1645, menée par le militaire et planteur de sucre João Fernandes Vieira qui gagne les deux batailles des Guararapes (1648 et 1649).
Entre-temps, en août 1647, les représentants de la province de Zélande, opposés aux discussions de paix avec l'Espagne acceptent finalement leur principe, ce qui débouche sur le Traité de Münster (janvier 1648). Pour les ménager, les autres provinces ont accepté qu'une expédition de 41 navires de 6 000 hommes parte le 26 décembre 1647 pour le Brésil, où les Hollandais sont déjà en grande difficulté.
Les Hollandais ne quitteront définitivement le Brésil qu'en 1654, mais leur présence apparait déjà condamnée et réduite en 1648.

## Bilan
L'historien Fernand Braudel a consacré un chapitre de son livre "Civilisation matérielle, économie et capitalisme, xve et xviiie siècles" aux « insuccès dans le Nouveau-Monde, limite de la réussite néerlandaise » et l'attribuent au fait qu'ils aient « d'abord préféré le pillage », se faisant « une affreuse réputation au Brésil » et négligeant d'y apporter des flux d'émigration faute d'avoir renoncé à réduire le « courant migratoire vers l'est » (l'Asie). Contribuant aussi à ce qu'il appelle « l'expérience ratées au Brésil » de la Hollande, le fait que le « le sucre brésilien échappait bien souvent aux Hollandais » car leurs « gros navires de l'occupant ne pouvaient aborder dans les anses peu profondes » jusque là utilisées par les Portugais.
La période est alors marquée aussi par une "famine monétaire" causée par la baisse en deux vagues des arrivages d'argent-métal d'Amérique, la première aux environs de 1625-1630, qui sera suivie d'une seconde aux environs de 1670-1680. Les Hollandais ont mis l'accent sur la recherche de métaux précieux, par la piraterie ou des expéditions minières car ils sont alors confrontés au manque d'argent-métal dans leur commerce en Asie, où les banquiers locaux ne coopèrent pas, et « l'appoint des mines japonaises a joué un rôle décisif de 1638 à 1668 », après qu'ils ont [sic] été obligé[sic] d'utiliser l'or, plus rare, extrait difficilement des mines de Formose, conquise en 1622. Au même moment en Angleterre et plus largement tout au long de cette difficile seconde moitié du XVIIe siècle, l'argent-métal manque ailleurs aussi en Angleterre, dont les mines s'épuisent, et où « la circulation monétaire ne brasse que de très vieilles pièces d'argent », élimées et rognées.
Le Brésil perd au même moment son quasi-monopoles de la culture du sucre, avec la concurrence de nouveaux producteurs antillais, et une baisse des cour, qui touchent un point bas entre 1642 et 644, du à.

### Les causes de la baisse de la production sucrière
Plusieurs causes ont entravé la production de sucre du Brésil: après la conquête de nombreux dispositifs étaient ruinés et les habitants sans les moyens de les restaurer, tandis que les campagnées étaient ravagées par des incendiaires et des bandes de soldats transformés en brigands.
Le gouverneur Nassau-Siegen a aussi invoqué "les invasions de chenilles, rats et autre animaux nuisibles, sur fond d'abandon partiel des plantations, les grandes sécheresses et les inondations ou crûes de rivières, la baisse des prix du sucre, ou encore la concurrence des produits livrés aux Pays-Bas par la Compagnie des Indes Orientales.

### Les causes des tensions avec les Portugais
En 1644, il a alors été considéré que Compagnie des Indes Occidentales avait échoué: n’ayant pas été capable d’une véritable œuvre de colonisation, les Hollandais étant imbus d'un sentiment de supériorité, celui de se sentir soutenus par une divinité qui leur a procuré tant de victoires militaires, face à des Portugais, qui se considéaient eux comme des adeptes de la vraie religion, en plus de détenir une meilleure connaissance de la technique de la fabrication du sucre et des métiers qui y sont liés.
C'est en particulier sur le terrain religieux que les relations entre Brésiliens et Hollandais se sont cruellement détériorées, sur fond d'intense activité des prêtres et des moines, responsables de la propagande contre les envahisseurs, qui trouvaient une correspondance dans leurs intérêts économiques et religieux.

### Les divisions des Hollandais montrées du doigt
La défaite infligée par le petit Portugal, d’un million d’habitants seulement au milieu du XVIe siècle, au Brésil hollandais de Recife, encore perçu comme « jeune et dynamique » par l’historien Jacques de Cauna en 1954, a été expliquée par Charles Ralph Boxer, historien spécialiste de l'expansion coloniale portugaise des 16e et 17e siècles, comme l’échec d’une politique hollandaise qui est devenue de 1641 à 1648 « un compromis » ambigu entre les options divergentes des « politiques » et des « économiques », se traduisant par une trêve de dix ans à « l'application assez souple », qui a miné les Pays-Bas. Dès la perte de Luanda en 1648, le Brésil hollandais, déjà rongé de l'intérieur par la « guerrilla implacable » des planteurs de sucre portugais , était selon lui condamné.

## Conséquences

### Le sucre passe aux Antilles dès les années 1640 et 1630
Dès les années 1630, des planteurs de sucre du Nord-Brésil, Portugais ou Hollandais, se réfugient au sud ou aux Antilles car les moulins sont saccagés et les esclaves enfuis. En 1637, Peter Blower implante le sucre à la Barbade, où l'énorme main d'œuvre d'engagés blancs abandonne le tabac, dont le prix s'effondre en 1639, pour passer au sucre. L'île anglaise fit appel aux Hollandais du Brésil pour bâtir de moulins à sucre et les bateaux hollandais constituent la majorité de son approvisionnement. Les Français de la Compagnie des îles d'Amérique accordent un privilège de dix ans à M. Fagues pour la production d’une eau-de-vie de sucre,, à Saint-Christophe et en Martinique, où elle s'est implantée en 1635, année où elle signe aussi un contrat avec un marchand rouennais d'origine hollandaise établi aux Antilles, Daniel Trezel, pour mettre en exploitation de canne à sucre les terres que lui confierait la Compagnie en échange de 10 % des profits. Il exige même, et l'obtient le 6 avril 1639, un monopole du sucre en Martinique, l'année où son fils Samuel s'y lance en Guadeloupe. Les engagés blancs y arrivent un peu plus tard, vers 1638-1642, et la Compagnie normande signe en 1638 un autre contrat avec Daniel Trezel, s'engageant à lui livrer 60 esclaves. Après l'autorisation par Richelieu en 1642, ceux-ci sont achetés au prix fort en 1643 en Afrique, et livrés à Jean du Plessis d'Ossonville et Charles Liènard de l'Olive, présents depuis le 28 juin 1635 à Sainte-Rose (Guadeloupe)
David Le Baillif, d'une autre dynastie marchande rouennaise, a constitué en 1639 une société pour l'achat de tabac avec son neveu Simon Delapierre, qui part aux Antilles françaises avec des fonds pour acheter des esclaves. Revenu en 1646, il en possède trois mais aussi des engagés blancs.
Dès 1646, la principale plantation de sucre française, appartenant au gouverneur de la Compagnie des îles d'Amérique, compte plus de cent esclaves et 200 engagés blancs. Les seuls patrimoines comparables de l'époque appartiennent au catholique portugais Jorge Homem Pinto, qui possède 370 esclaves au Brésil en 1645, l'année où il rejoint l'insurrection anti-hollandaise, à James Drax, qui en a 200 à la Barbade en 1654 et à Jacques Dyel du Parquet, gouverneur de la Martinique, détenteur d'une plantation sucrière de même taille mais avec seulement 150 esclaves.
L'essor de la traite négrière anglaise en 1645-1647 amène l'anglican anglais Thomas Browne à critiquer les nouveaux arguments voulant que les Noirs soient faits pour le travail manuel du fait de la couleur de leur peau, dans Enquiries into vulgar and common errors, publié en 1646.
Jacques Dyel du Parquet, gouverneur de la Martinique qui l'a racheté pour 41 500 francs en 1650 possédait des centaines d'esclaves, probablement achetés en Angola et au Congo et a employé une partie des Hollandais passés par la Barbade, au moment où la chute de la production brésilienne a fait flamber les cours mondiaux.

### Le parcours des anciens de la Nouvelle-Hollande
Aux Antilles françaises, une "baie des Flammands" signale le passage en 1654 de juifs chassés du Brésil" en 1654, l'année de la capitulation hollandais, en fait des Wallons parmi lesquels des « portugais de nation » qui avaient collaboré avec l'occupant hollandais du Brésil. Ils arrivent de l'île d'Itamaracá, fortification naturelle à 20 kilomètres au nord de Récife et repartent à Amsterdam peu après leur passage aux Antilles. Mais la seule source est le récit à chaud du Père Du Tertre venu à la Martinique en 1656, motivé par la mise en valeur de l'opposition entre les deux îles françaises: les Jésuites de Martinique leur auraient dit non pour des raisons religieuses et la Guadeloupe oui, permettant son développement économique.
Les historiens jugent probable que des Hollandais du Brésil aient effectivement appris aux colons français la technique sucrière, mais une décennie plus tôt. L'historien Louis-Philippe May affirme lui que l'industrie sucriére était déjà très développée aux Antilles vers 1650,.

### L'emballement esclavagiste portugais des années 1650
Les gouverneurs portugais du Pernambouc, « héros de la guerre » gagnée contre les Hollandais, deviennent aussi gouverneurs d’Angola pendant une douzaine d'années, jusqu’en 1666, et menèrent alors des guerres sanglantes contre les populations locales en Angola durant toute leur période au pouvoir.
Ce double pouvoir a « radicalement augmenté », au Brésil comme en Angola, a fortement augmenté le nombre d’Angolais arrivant au Brésil, le commerce des esclaves se « développant considérablement ». Luís Martins de Sousa Chichorro est le premier de ces gouverneurs à double casquette, successeur de Bartolomeu de Vasconcelos da Cunha. Dès sa première année et demie (1654-1656) au pouvoir à Luanda, un total de 13 945 esclaves sont exportés d'Angola, selon ses propres statistiques, tous à destination du Pernambouc,. Ces estimations ont été recoupées par les historiens avec celles du père Giacinto da Vetralla, préfet de la mission des capucins en Afrique centrale de l’Ouest de 1652 à 1657, selon qui, durant son séjour, 5 000 à 6 000 esclaves par an étaient expédiés au Brésil par les Portugais,. Deux autres gouverneurs brésiliens d’Angola, João Fernandes Vieira, successeur de Luís Martins de Sousa Chichorro, et André Vidal de Negreiros, qui possédaient des terres au Brésil se verront par la suite reproché la responsabilité de guerres coûteuses menées pour leurs propres intérêts patromoniaux et se procurer le plus de main d'œuvre possible le plus rapidement, dans un rapport portugais de 1664.

### La découverte de l'or brésilien à la fin des années 1690
La militarisation de la société brésilienne face à la capture d'une partie de son territoire par les Hollandais tout comme la fronde contre les gouverneurs néerlandais dans la partie conquise, ont des conséquences à long terme, qui amènent à une diversification plus rapide de l'économie au siècle suivant.
La découverte de l'or en quantité importante dans la région brésilienne du Minas Gerais dans les années 1690 a entrainé au siècle suivant une très forte expansion de l'économie brésilienne et permis de surmonter les difficultés structurelles de la culture du sucre, vivement concurrencée par les Antilles anglaises puis françaises à partir des années 1640.
Mais à l'époque du boom aurifère du XVIIe siècle il se dit publiquement que « les mines d'or ruineront le Brésil parce que tout le monde y courre et néglige la culture des sucres et des tabacs ».
L'or apparaît pour la première fois dans les notices commerciales du Brésil en 1699, sa grande expansion se fera plus tard et les années qui suivent sont au contraire celle d'un boom sucrier, mais pas dans la région autrefois tenue par les Hollandais et qui avant leur passage était de loin la plus productive. Les navires quittant cette colonie cette année là sont chargés de 20 000 caisses de sucre environ:
- 3400 en provenance de Rio[116];
- 8000 de Bahia[116];
- 8000 à 9000 de Pernambouc, Paraïba et du Cap Vert[116].

Selon les historiens, ces chiffres étaient, grossièrement, la norme depuis une vingtaine d'années et restent assez semblable en 1700 et 1701.
En 1703, le flux d'exportation sucrière doubla brusquement à 40 000 caisses et ce fut le cas aussi pour les années 1706, 1708 ou encore 1710. Selon l'historien Michel Morineau, c'est bien dû à une croissance de la production, car les plantations ont « tourné » à un assez bon régime au début de ce siècle.
Une détérioration importante, rapide et durable, se met en place cependant en 1714, année qui voit le nombre des caisses de sucre exportées par le Brésil portugais chuter brutalement à seulement 11 000. Jamais plus au cours du siècle, la colonie de retrouvera le niveau important d'exportations sucrières connu dans ses premières années.

## Quelques figures du Brésil hollandais
- l'allemand Jean-Maurice de Nassau-Siegen, nommé gouverneur en 1637, écarté en 1644 puis installé au Brandebourg allemand en 1652;
- le polonais Christophe Arciszewski[138], qui dénoncé la corruption sous Nassau-Siegen en publiant ses observations sur les tribus amérindiennes combattant au côté des Hollandais;
- le français Pierre Moreau (Brésil), mercenaire de l’armée hollandaise[102], devenu en août 1646 secrétaire de Michel Van Goch, l’un des quatre gouverneurs hollandais du Brésil et rentré en Europe en 1648[103], qui a publié en 1651 à Amsterdam une critique radicale du virage esclavagiste de Nassau-Siegen, et qui sera remarqué par les philosophes des lumières Montesquieu et Diderot[104] pour son œuvre[139] ;
- le finlandais Henry Caerlof, né en 1621 ou 1622 à Rostock, dans le duché de Finlande, marin de la Compagnie néerlandaise des Indes occidentales, parti en 1641 en Angola, où il participa à la guerre contre les Portugais avant de rencontrer à Liège Laurens de Geer, le fils de l'industriel suédois Louis De Geer et de l'aider à fonder en 1649 la Compagnie suédoise d'Afrique, puis de se mettre au service des Danois en 1659 et des Français en 1664;
- David Cohen Nassi, qui fonde le 12 septembre 1659 une colonie juive de 200 à 300 personnes à Cayenne, qui emploie 50 esclaves[140], et principalement des Granas, ou juifs à Livourne qui avaient afflué dans le port italien en raison des persécutions subies à Oran, alors sous contrôle espagnol;
- Quirijn Spranger, ex-secrétaire de Jean-Maurice de Nassau-Siegen, qui débarque en juillet 1663 avec 190 colons à Cayenne, d'où il est chassé par la conquête française quelques mois après;
- le capitaine Marten Pietersz Daij qui rentre à Utrecht où il épouse en 1646 Oopjen Coppit, représentée dans une des plus fameuses peintures de Rembrandt au Rijksmuseum Amsterdam, après avoir commercé au nord-est du Brésil, où il avait gardé des esclaves[141] et refusé de reconnaître l’enfant d'un viol[142] ;
- François Caniquit, installé en Guadeloupe avec sa femme Isabelle, négresse libre[143], dans sa vingtaine, à une date inconnue et sans fortune, ancêtre d'une famille qui essaime en de nombreux points de l'île[144]. Un siècle plus tard, leur descendant Jean-Baptiste Caniquit devient célèbre en 1767 pour une procédure judiciaire tentant de dissimuler cette ancêtre noire[145] ;
- la veuve Constance Ganspoul, elle aussi citée dans le recensement des protestants de 1687 à la Guadeloupe où elle vit avec deux esclaves et est arrivé en 1656 avec l'épicier Jean de Sweerts[146] ;
- le docteur Abraham de Mercado, devenu plus tard un expert en raffinage de sucre, a dès 1641 été désigné par le rabbin kakham Menasseh Ben Israël (qui désirait être nommé kakham à Recife) comme leader de la communauté juive de Recife[147]. Par ailleurs confident de nombreux catholiques portugais[147], il a été en juin 1645, chargé de livrer aux autorités néerlandaises une lettre anonyme dévoilant les plans de conspirateurs[147], dirigés par Joao Fernandes Vieira et André Vidal de Negreiros[147], qui prévoyaient d'assassiner les dirigeants hollandais lors d'un banquet le 24 juin 1645[148]. Il a quitté Recife en 1654 pour Amsterdam, puis Londres et avec ses fils Moses et Isaac a émigré en 1655 à la Barbade pour le compte d'Oliver Cromwell[147].

## Chronologie
- 22 décembre 1623 : l'escadre des amiraux Jacob Willekens et Piet Hein, quittent l'Europe pour le Brésil, des espions en informent la cour de Madrid, où Gaspar de Guzmán, comte-duc d'Olivares décide ne pas réagir[43] ;
- mai 1624 : sac de Salvador de Bahia par Jacob Willekens pour la Compagnie des Indes occidentales. Les milices portugaises fuient au premier jour[149], les assaillants ne perdent que 50 hommes[149] ;
- août 1624: Philippe IV réunit la flotte commune hispano-portugaise de l'amiral Fadrique Álvarez de Tolède y Mendoza pour reprendre Bahia ;
- 1er avril 1625 : contre-attaque espagnole qui réussit la Reconquête de Bahia[149] ;
- novembre 1625 : Bataille de Cadix (1625), perdue par Edward Cecil pour les corsaires Anglais et Hollandais[150].
- 1631 : Soares Moreno, revenu au Ceara depuis 1624, repart avec un groupe d'Amérindiens vers le Pernanbouc pour lutter contre les Flamands[3] ;
- 1632 : Domingos Fernandes Calabar, informe les hollandais des points faibles de la défense portugaise dans la région nord-est du Brésil.
- avril 1633 : Jan Jansz Van Hoorn envoyé attaquer la côte de Honduras[63] ;
- juillet 1633 : Van Hoorn attaque Truxillo, la réduit aux deux tiers en cendres[63] ;
- Fin 1633 : déplacement des pillages vers la baie de Campeche[63] ;
- Fin 1633 : plusieurs expéditions hollandaises dévastatrices au Pernambouc[63] ;
- février 1634 : une flotte de 20 voiles et 1 500 soldats, fonce vers le cap S. Augustin, au sud de Récife et prend 1 300 caisses de sucre, et 15 petits bâtiments[63] ;
- 1634 : raid contre Puntal, à l'extrême nord du Brésil, près du futur Suriname, contre 1 500 Portugais[63] ;
- 1634 : nouvelle tentative contre Paraïba, réussie, par 2 354 soldats de débarquement[63] ;
- 1634 : Matias de Albuquerque bat les Hollandais à Porto Calvo ;
- 8 juin 1635 : les Hollandais menés par Arciszewski, après trois mois de siège, capturent Arraial do Bom Jesus, camp fortifié de Matias d'Albuquerque, qui confinait les Hollandais de Recife à leur périmètre urbain. Une autre flotte hollandaise prend le fort de Nazaré, à Cabo de Santo Agostinho le 2 juillet. Suivi de 7 000 civils, Matias d'Albuquerque entreprend une retraite vers le sud, vers la capitainerie de Bahia . En chemin, il reprend Porto Calvo et fait pendre Domingos Fernandes Calabar.
- 1636 :- Arciszewski bat D. Luís de Rojas y Borja à la bataille de Mata Redonda.
- 4 août 1636 : Jean-Maurice de Nassau-Siegen se voit promettre 2 % sur le butin enlevé à l'ennemi[63] ;
- 1637 : reddition du fort portugais du Ceara devant les Hollandais[3] ;
- 1639 : conspiration de Portugais du Pernambouc, en lien avec la flotte hispano-portugaise qui lance les Guerres de reconquête des Portugais au Brésil. Les meneurs déportés à Salvador de Bahia[63] ;
- mars 1639 : le général Artichofsky arrive enfin au Brésil avec les renforts atendus; mais se brouille avec Jean-Maurice de Nassau-Siegen[63] ;
- 9 juillet 1639 : lettre de Jean-Maurice de Nassau-Siegen aux États généraux, signalant des renforts venus de Rio et de Buenos-Aires à Salvador de Bahia, où se réunissent 8 500 hommes commandées par Henriquez Diaz et annonce qu'il n'aura que 3 000 hommes à y opposer et qu'on risque de manquer de pain au Récif[63] ;
- 4 août 1639 : nouvelle lettre signalant que tous les approvisionnements à Récife sont consommés[63] ;
- 19 novembre 1639: la flotte hispano-portugaise repart de Salvador de Bahia avec 86 bâtiments, 12 à 15 000 hommes, commandée par Dom Fernando Mascarenhas[63] ;
- 12 janvier 1640 : rencontre des flottes ibérique et hollandaise à la hauteur de Tamarica, bataille navale de 4 jours[63] ;
- 26 mars 1640 : une flotte de 27 navires et 1 200 hommes, des amiraux Lichtbart et Jol, envoyée au Brésil par la WIC avec pour mission de s'emparer de Bahia mais le gouverneur hollandais s'y oppose, elle se limite à piller les environs[63] ;
- 8 mai et 11 septembre 1640: lettres de Jean-Maurice de Nassau-Siegen aux États généraux où il réitère sa demande d'être rappelé[63] ;
- 1er décembre 1640 : révolution à Lisbonne, plaçant la maison de Bragance sur le trône de Portugal ;
- 23 février 1641: les États généraux demandent à Jean-Maurice de Nassau-Siegen de continuer ses fonctions "à cause du nouvel état de choses en Europe" et de faire encore une expédition militaire au profit de la Compagnie[63] ;
- février 1641: Jean IV envoie en Hollande comme ambassadeur Tristan de Mendoza de Furtado pour de longues négociations[63] ;
- 30 mai 1641 : de Récife part une flotte de 20 voiles, 900 matelots, 2 000 soldats et 200 Brésiliens, pour Luanda[63] ;
- 12 juin 1641: Trêve luso-néerlandaise pour dix ans[63] ;
- 3 juillet 1641, la nouvelle de la Trêve luso-néerlandaise parvient à Recife ;
- 26 août 1641: la flotte de Récife s'empare de Luanda, sans résistance[63] ;
- 16 octobre 1641: la flotte de Récife prend Pavoasa, capitale de Sao Taomé, assiégée pendant 16 jours ;
- 29 octobre 1641 : premier rapport aux États généraux, présentant la prise de Luanda comme permettant la ruine du roi de Castille dans ses mines d'argent[63] ;
- 2 novembre 1641 : la WIC n’autorise Nassau-Siegen à cesser les hostilités contre les Portugais du Brésil qu'après ratification du traité de La Haye[63].
- 1642 : le prix des esclaves baisse de 47 %[4] ;
- 1643 : le prix des esclaves baisse de 32 %[4] ;
- 1643 : mission d'espionnage de la WIC contre les camps d'esclaves fugitifs ;
- avril 1642: Nassau-Siegen apprend qu'il est renvoyé aux Pays-Bas à compter de septembre 1643 ;
- septembre 1642 : les planteurs insurgés ont repris le fort du Maranhão[151].
- 1642-1643 : raids de Pedro Cezar de Mezenes, ex-gouverneur portugais de Luanda, replié à Gango sur la Rivière Bengo contre divers "rebelles" du Congo[9], pour livrer de nouveaux clients à Buenos-Aires[9] et dans des régions encore peu explorées du Brésil[9] ;
- 1643 : les Indiens cearences aident le capitaine J. Evers dans la répression contre Oteiro da Cruz au Maranhão[3] ;
- 1644 : le non-paiement du travail dans les salines génère le massacre et le pillage de la garnison flamande du Ceara[3] ;
- 1645 : les indigènes délogent les garnisons hollandaises des forts de Ceara, Camocim et Jericoaquara[3] ;
- août 1645 : Pedro Cezar de Mezenes profite d'une expédition de secours de Francisco de Sottomaior, pour capturer 600 congolais ;
- janvier 1646 : la WIC interdit tout navire vers ou à partir de l'Angola[9] ;
- 1648 et 1649 : le militaire et planteur de sucre João Fernandes Vieira défait les Hollandais lors des deux batailles des Guararapes[64] ;
- 1649: Arrivée au Rio Grande d’une troupe de huit cents Indiens en provenance du Ceara[3] ;
- 1655 : des groupes Tupi s'installent autour des forts de l’estuaire du Jaguaribe et à proximité de la barre du rio Ceara, pour se protéger d’une insécurité que les achats d’esclaves ont exacerbée[3]. Manifestant un zèle religieux précoce, ils font travailler quelques esclaves noirs volés aux navigateurs hollandais[3].